# Война в Донбассе (2014—2022)
Война́ в Донба́ссе или вооружённый конфли́кт в Донба́ссе, также вооружённый конфликт на востоке Украины — боевые действия на территории Донецкой и Луганской областей Украины, начавшиеся 12 апреля 2014 года захватом Славянска отрядом российских боевиков под командованием экс-офицера ФСБ Игоря Гиркина-Стрелкова и предшествовавшие полномасштабному вторжению России на Украину 24 февраля 2022 года. Являются частью необъявленной российско-украинской войны с 2014 года. Боевые действия велись между Россией и контролировавшимися ею вооружёнными формированиями самопровозглашённых Донецкой Народной Республики (ДНР) и Луганской Народной Республики (ЛНР), с одной стороны, и вооружёнными силами Украины, другими силовыми структурами и нерегулярными добровольческими формированиями, с другой. Россия назвала противостояние «гражданской войной», чтобы утверждать о своей непричастности, несмотря на то, что военные РФ присутствовали на этих территориях по меньшей мере с апреля 2014 года, включая полномасштабное присутствие армии РФ с августа 2014 года. Военные РФ оказывали значительное влияние на сепаратистов, поставляли им оружие и осуществляли артобстрелы по их запросам. В начале 2023 года ЕСПЧ вынес решение, в соответствии с которым территории востока Украины, контролируемые ДНР и ЛНР, де-факто находились под контролем России.
По данным УВКПЧ, в течение 2014—2021 годов война на востоке Украины унесла жизни примерно от 13 200 до 13 400 человек, в том числе 4200 украинских военных, 5800 военных РФ и пророссийских сил (CSIS даёт оценку в 6—7 тысяч убитых до начала полномасштабного вторжения 2022 года) и 3390 убитых гражданских, а также 29 600—33 600 раненых военных и гражданских с обеих сторон. Украина зарегистрировала 1,6 млн беженцев, которые были вынуждены оставить свои дома, из которых от 800 тысяч до 1 млн находились на территории, контролируемой Украиной.
Сторонники России на востоке Украины вдохновились примером быстрого захвата Россией Крыма и надеялись на скорый приход российской армии в южные и восточные регионы. В марте—апреле 2014 года в ходе пророссийских протестов, поддерживавшихся российскими разведчиками, боевиками, националистами и подготовленными и спонсированными Россией местными жителями, были захвачены административные здания в Харькове, Донецке, Мариуполе, Луганске и других городах. Вследствие этого и. о. президента Украины Александр Турчинов 7 апреля объявил о создании антикризисного штаба и о том, что «против тех, кто взял в руки оружие, будут проводиться антитеррористические мероприятия», но не предприняли действий по деоккупации зданий силой, что имело последствия.
Противостояние в Донбассе переросло в войну 12 апреля, когда вооружённый отряд россиян захватил украинский Славянск в Донецкой области. В середине апреля командование сепаратистским движением взяли на себя российские граждане. 12 апреля несколько десятков человек, некоторые из которых имели российское гражданство и ранее участвовали в аннексии Крыма, захватили административные здания в Славянске Донецкой области. Ими командовал Игорь Гиркин — российский гражданин, связанный с российским олигархом Константином Малофеевым и премьер-министром Республики Крым Сергеем Аксёновым, которые, в свою очередь, имеют тесные связи с Кремлём. По собственному признанию Игоря Гиркина, начало боевых действий было положено им. 13 апреля СНБО принял решение о «неотложных мерах по преодолению террористической угрозы и сохранению территориальной целостности Украины», 14 апреля утверждённое указом Турчинова. До конца апреля 2014 года противостояние пророссийских сил и украинских военных ограничивалось периодическими стычками, рейдами и нападениями на блокпосты с использованием стрелкового оружия.
11 мая в Донецкой и Луганской областях были проведены референдумы о самоопределении, по итогам которых было объявлено о «государственной самостоятельности» ДНР и ЛНР. Референдумы подверглись критике в связи с отсутствием международных наблюдателей, их незаконностью, плохой организацией и свидетельствами фальсификаций, а ЛНР и ДНР не получили признания международного сообщества. После этого конфликт активизировался, украинские вооружённые силы постепенно были усилены бронетехникой, вертолётами, начались артиллерийские обстрелы. Пророссийские вооружённые формирования отвечали огнём из переносных зенитно-ракетных комплексов, сбивая самолёты и вертолёты.
25 мая президентом Украины был избран Пётр Порошенко. В июне украинские силы развернули наступление по всему фронту и к началу августа, вчетверо сократив территорию, контролируемую пророссийскими силами с начала боевых действий, практически взяли Донецк и Луганск в кольцо окружения.
В июне Россия начала поставлять силам сепаратистов механизированную технику, бронетехнику и современные боеприпасы, а также средства ПВО. В середине августа было сменено руководство ДНР и ЛНР, а новые лидеры объявили о получении существенного подкрепления, состоявшего из российских вооружённых сил. В ходе начавшегося контрнаступления в окружении под Иловайском оказались несколько тысяч украинских военных. В начале сентября было подписано (первое) Минское соглашение, после чего интенсивность боевых действий снизилась, однако на отдельных направлениях столкновения и обстрелы продолжались.
В середине января 2015 года возобновились активные боевые действия на всём протяжении фронта, в результате которых к началу февраля пророссийским силам удалось добиться значительных успехов, включая победу в боях в районе Дебальцева. 12 февраля по результатам переговоров лидеров «нормандской четвёрки» было подписано Второе минское соглашение. После этого активные манёвры прекратились, конфликт перешёл в замороженную стадию с периодическим возобновляемыми обстрелами и следующими прекращениями огня.
По данным доклада Управления Верховного комиссара ООН по правам человека от 15 декабря 2014 года, ситуация в зоне конфликта характеризовалась полным отсутствием законности и порядка, сохранением насилия и продолжающимися боевыми действиями, чему способствовал приток через границу тяжёлого и современного вооружения и живой силы, в том числе из России.
Так, согласно докладу, вакуум власти и законности в зоне конфликта привёл к убийствам, пыткам, сексуальному насилию, рабскому труду и требованиям выкупа со стороны вооружённых формирований. Широкое распространение получили практики преследования и запугивания людей с проукраинскими симпатиями, публичные унижения и фиктивные казни. Также в докладе отмечалось, что усилия правительства по защите территориальной целостности Украины и восстановлению правопорядка в зоне конфликта сопровождались произвольными задержаниями, пытками и похищениями людей, подозреваемых в «сепаратизме и терроризме». Всё это оказывало непосредственное влияние на основные права человека, в том числе безопасность, свободу и благосостояние местного населения.
Украинское отделение Amnesty International 11 июля 2014 года опубликовало доклад о похищениях, избиениях и пытках, которым подвергаются участники протестов и журналисты на востоке Украины. В докладе, озаглавленном «Похищения и пытки на востоке Украины», собраны доказательства сотен случаев похищений людей. По словам Татьяны Мазур, директора украинского представительства организации, «Большая часть похищений — на счету вооружённых сепаратистов. Их жертвы часто подвергаются жестоким избиениям и истязаниям». Там же отмечается, что правозащитники располагают доказательствами того, что людей похищают и сторонники украинских властей, однако таких случаев меньше.
По данным Управления Верховного комиссара ООН по правам человека, на 31 декабря 2021 года в ходе конфликта на Украине погибли от 14 200 до 14 400 человек (из них не менее 3404 гражданских лиц, около 4400 украинских военных и примерно 6500 пророссийских сепаратистов). Большинство смертей среди гражданского населения произошло в 2014 и 2015 годах. В 2016—2021 годах погибли 365 гражданских лиц, а в 2021 году — 25.
По подсчётам Управления по координации гуманитарных вопросов ООН (ноябрь 2019), было ранено до 9 тыс. человек, внутренними переселенцами стали 1,3 млн человек, нуждаются в помощи 3,5 млн человек, появилась «линия соприкосновения» длиной 427 км, «перекрывшая доступ к основным услугам».

## История

### Предыстория
Во время правления пророссийского президента Януковича ГРУ создало во многих регионах Украины, в том числе и в Донбассе, тайную сеть агентов и пророссийских организаций, а также вербовало членов местных ОПГ, чтобы они присоединились к сепаратистским движениям. Каждое лето они проходили военную подготовку в крымском летнем лагере «Здоровая Украина» и в Евразийском молодёжном лагере в Донузлаве, где ФСБ и ГРУ обучали их шпионажу, диверсионной и партизанской тактике. Из-за высокой коррумпированности прокуратуры и большого числа российских агентов в СБУ борьба с сепаратистами на Украине не увенчалась успехом. При Януковиче СБУ почти полностью прекратила своё наблюдение за сторонниками сепаратизма на востоке Украины и в Крыму, занявшись вместо этого борьбой с украинской оппозицией, а российским спецслужбам было разрешено открыто и беспрепятственно действовать в Донбассе, в Крыму и в других регионах.
По данным различных источников, с лета 2013 года в кругах российских властей начинают прорабатываться различные планы действий по отторжению территорий Украины. В сентябре 2013 года в ходе российско-белорусских учений в Калининградской области отрабатывались «операции по защите соотечественников, якобы притесняемых на территории иностранного государства». По сценарию этих учений, «на территории соседнего государства происходят беспорядки и попытки захвата власти, создаются незаконные вооружённые формирования», а Россия и Белоруссия как страны-соседи «заходят и наводят порядок».
В конце 2013 года резкая перемена внешнеполитического курса тогдашнего президента Украины в сторону Москвы вызвала протесты оппозиции зимой 2013—2014 года. Противостояние усилилось в конце января 2014 года, после начавшихся на Украине массовых протестов с захватами административных зданий. В феврале 2014 года президент Виктор Янукович уехал из Киева в Харьков. Парламент Украины отстранил от власти бежавшего из столицы главу государства и протесты завершились. Вскоре Янукович покинул территорию Украины.
Эти события выдвинули на передний план глубокие внутренние противоречия в украинском обществе между, в большинстве своём, украиноязычным северо-западом и русскоязычным юго-востоком: если в столице, северных, центральных и западных регионах Украины новые власти, заявившие о возобновлении движения в сторону евроинтеграции, пользовались определённой поддержкой населения и быстро упрочили своё положение, то на юго-востоке характер смены власти и её первые решения новых властей вызвали недовольство и акции протеста против них. Протестующие выражали тревогу по поводу исключения русскоязычного населения из процесса государственного управления на национальном уровне и потребовали придать русскому языку статус второго государственного; русскоязычное население на востоке Украины особенно беспокоила активизация ультраправых организаций и их заметная роль в Евромайдане, в том числе в силовых этапах этого противостояния. Вместе с тем украинские исследователи отмечают некорректность приписывания сепаратистскому движению чрезмерного влияния, отмечая, что в 2014 году только 4,5 процента жителей юго-востока Украины опасались языковой или этнической дискриминации, а исследование Equal Rights Trust 2015 года показало, что языковой, этнической или религиозной дискриминации русскоговорящих или русских на Украине до или после начала войны в Донбассе не существовало.
Заимствуя тактику Евромайдана, пророссийские активисты в Крыму и во многих городах востока Украины также начали действия по захвату административных зданий.
На внешнеполитическом уровне свержение президента Украины прозападными силами столкнулось с крайне враждебной реакцией России, воспринявшей его как угрозу своим коренным интересам и стремившейся восстановить своё влияние на Украину и получить контроль над Крымом, не останавливаясь перед применением и угрозой применения военной силы. Воспользовавшись вакуумом власти в Киеве и местным недовольством, подогреваемым действиями российских спецслужб и информационным давлением и манипулированием общественным мнением со стороны российских СМИ, Россия осуществила вооружённое овладение Крымским полуостровом и провозгласила себя «гарантом безопасности русского мира», угрожая военным ответом в случае «распространения насилия» на восточные регионы Украины.
На востоке Украины Россия применила подход, отличный от захвата Крыма. Сразу после изгнания Януковича Россия развязала антиправительственное движение в восточных районах Донецкой и Луганской областей. Вместо того, чтобы вторгаться силами специальных операций, Москва начала кампанию политической войны, чтобы подорвать власть переходного правительства. Целью было сначала дестабилизировать ситуацию, и затем, если удастся, склонить новые украинские власти к федерализации Украины, что ослабило бы их власть в масштабах страны и позволило бы России существенно влиять на отдельные регионы.
Протестные настроения пророссийски настроенной части населения мотивировал, в том числе, предшествовавший захват Крыма Россией. Перемещения Россией значительных масс вооружённых сил близко к границам Украины и другие сигналы РФ мотивировали часть населения поверить, что российская армия вскоре зайдёт в Донбасс. Первые усилия повела группа местных политических активистов, бизнесменов и участников маргинальных политических организаций с русским империалистическим уклоном. Москва поддерживала это движение через связи с олигархами и местными деловыми кругами вместе с местным криминалитетом. Тактика заключалась в импровизации, с подключением различных людей, у которых было мало общего, кроме их оппозиции к новому правительству Украины. Россия поддерживала подрывную деятельность с помощью разведки, российских граждан, неформальной сети боевиков с постсоветского пространства и местных силовиков, выступивших против украинского правительства. С апреля 2014 года по август 2014 года сепаратистское движение возглавляли граждане России.
«Бескровная» победа России в Крыму и публично озвученное покровительство с её стороны вдохновили пророссийских радикалов в ряде регионов Украины (в том числе в Донбассе) на попытки повторить крымский сценарий в своих регионах и от «простого неприятия» новой украинской власти те перешли к активному сопротивлению и свержению её местных сторонников. Протестующие преподносили свои действия как спонтанную инициативу, движимую общественной тревогой относительно будущего страны после победы Евромайдана. Украинские власти расценили всплеск протестов как целенаправленно разжигавшуюся Россией и пророссийскими агитаторами провокацию. Российские спецслужбы «могли сыграть роль в разжигании недовольства», но в целом оно «выглядело подлинным» и не оторванным от разделения страны по политическим предпочтениям. Некоторые российские граждане «предположительно участвовали в протестах на платной основе», и некоторые россияне «вероятно поддержали дело протестующих по собственному желанию», но большинство протестовавших было местными жителями. Некоторые из них в 2006—2009 годах проходили обучение обращению с оружием и тактике насильственного протеста в тренировочных лагерях российского Евразийского союза молодёжи — молодёжного крыла дугинского Международного евразийского движения. Распространённость пророссийских настроений на востоке Украины была меньше, чем в Крыму. Наиболее сильное недовольство новой властью наблюдалось в Донецкой и Луганской областях, при этом пророссийский и проукраинский лагеря выглядели примерно равными: 20 % жителей Донбасса были готовы приветствовать российские войска как освободителей, но примерно столько же хотели воевать за Украину. Тем не менее, тысячи российских добровольцев начали стекаться в Донецк и Луганск, чтобы помочь сепаратистам.
Ответом украинских властей был арест лидеров протестного движения. В апреле 2014 года конфликт обострился, возможно, даже сверх возможностей Москвы контролировать события, когда идеологически мотивированные российские военизированные формирования (paramilitaries) перешли к применению силы для осуществления сепаратистских планов.

### Захваты оружия
6 апреля 2014 года в ходе массовых антиправительственных митингов, проходивших в городах юго-востока Украины с конца февраля, их участники перешли к активным действиям, захватив ряд административных зданий в Харьковской, Донецкой и Луганской областях. Пророссийские протестующие захватили здания администрации в Донецке, Луганске, Харькове и других городах, а также штурмовали отделения милиции, чтобы захватить оружие. Движущей силой были российские граждане со связями с российскими спецслужбами.
Пророссийские демонстранты собрались у здания СБУ в Донецке. После переговоров сотрудники СБУ пустили их внутрь, сепаратисты забрали оружие и с ним захватили здание горсовета.
В Луганске протестующие штурмовали здание СБУ камнями и металлическими прутьями, полицейские были избиты, эффективного сопротивления не оказали. После чего протестующие захватили оружие.
Пророссийские активисты призвали к референдумам о независимости и 7 апреля провозгласили создание «народных республик» и начали сражаться против украинских войск и добровольческих батальонов, начав поддерживаемое извне сепаратистское движение.

### Начало войны
В ночь с 11 на 12 апреля группа боевиков, состоявшая из граждан России под руководством Игоря Стрелкова (Гиркина), который до этого участвовал в операции Москвы по занятию Крыма, прошла из Ростовской области России и заняла стратегически важный пункт — город Славянск, который с этого дня стал центром противостояния сепаратистов и правительственных войск в Донецкой области.
На следующий день после захвата Славянска сепаратисты атаковали отряд спецназа СБУ и убили одного офицера. В ответ на захваты административных зданий и отделов милиции с захватом оружия переходное правительство Украины во главе с Турчиновым начало «антитеррористическую операцию» (АТО) против сепаратистов. В это время большое количество бойцов и тяжёлого вооружения поступило на Украину в зону боевых действий через российско-украинскую границу. В середине апреля командование сепаратистским движением взяли на себя российские граждане.
С 15 по 23 апреля украинская армия и силы МВД активизировали противодействие сепаратистам. Большинство подразделений Украины, развёрнутых на востоке, было остановлено снаружи захваченных городов небольшим количеством неумелых блокпостов и несколькими формированиями пророссийских гражданских. Украинские силы были неэффективны по двум причинам. Во-первых, в то время украинская армия существовала в основном на бумаге, возможно, имея силу всего в 6000 боеспособных военнослужащих. Во-вторых, некоторые украинские командиры не хотели направлять войска в районы с гражданским населением. В целом украинские военные оказались совершенно не готовы к началу боевых действий. Украинские солдаты и их командиры были сбиты с толку ситуацией на местах и не знали, как бороться с сепаратистскими силами, поддерживаемыми толпами гражданских. К 23 апреля многие украинские части отступили. В одном случае шесть украинских десантных машин 25-й бригады ВДВ были захвачены сепаратистами и местными жителями без боя.
С конца апреля до конца мая украинская армия провела более успешную кампанию по сдерживанию сепаратистов, захватив ключевые территории вокруг городов Донбасса, удерживаемых сепаратистами. Целью этой стратегии была подготовка вооружённых сил для наступления на сепаратистский анклав после того, как национальная мобилизация на Украине, включая повторное введение 1 мая массовой воинской повинности для мужчин, будет завершена. После взятия предместий украинская армия планировала изолировать и осадить Донецк и Луганск.
В мае пророссийские сепаратисты в Донецке и Луганске организовали спорные референдумы о провозглашении независимости, которые должны были узаконить «самоуправление», а также надеясь на то, чтобы стать частью России. Москва не приняла это предложение, а просто использовала регионы в качестве инструмента, чтобы удержать Украину под своим влиянием и не допустить её вступления в НАТО.
С первых недель противостояния через российско-украинскую границу на востоке Украины из России поступала живая сила и вооружение. В июне Россия начала поставлять силам сепаратистов механизированную технику, бронетехнику и современные боеприпасы, а также средства ПВО. В течение нескольких месяцев противостояние перешло от протестов к нерегулярным боевым действиям и к постепенному, но неуклонному применению Россией обычных военных средств. Поддерживаемые Россией сепаратисты пользовались военным преимуществом, захватили контроль над регионами вдоль границы Украины с Россией, начав длительную окопную войну с украинскими силами. В конечном итоге Россия не смогла заставить руководство Украины пойти на серьёзные политические уступки без применения военной силы. В конце августа 2014 года началось вторжение регулярных частей РФ на Украину, которое отрицалось Москвой, заявляющей, что в конфликте в Донбассе участвуют лишь российские добровольцы. Конфликт в Донбассе к концу февраля 2022 года унёс около 14 тыс. человеческих жизней и заставил более 1,4 млн человек бежать в другие регионы Украины.

### Женевские переговоры — попытка деэскалации конфликта
17 апреля 2014 года в Женеве состоялись переговоры с участием исполняющего обязанности министра иностранных дел Украины Андрея Дещицы, министра иностранных дел России Сергея Лаврова, госсекретаря США Джона Керри и верховного представителя ЕС Кэтрин Эштон.
По их итогам было принято совместное заявление, которое предусматривало:
- разоружение незаконных вооружённых формирований, освобождение захваченных административных зданий, улиц, площадей и других общественных мест;
- амнистию участникам протестов и тем, кто освободит здания и другие общественные места и добровольно сложит оружие, за исключением тех, кто будет признан виновным в совершении тяжких преступлений;
- деятельность Специальной мониторинговой миссии ОБСЕ для содействия немедленной реализации этих мер, направленных на деэскалацию ситуации, с участием наблюдателей от США, ЕС и России;
- осуществление всеобъемлющего, прозрачного и ответственного конституционного процесса с немедленным началом широкого национального диалога, который будет учитывать интересы всех регионов и политических сил Украины[93].

Мир в Донбассе, однако, так и не наступил. 22 апреля в реке Казённый Торец были обнаружены тела Владимира Рыбака, депутата Горловского городского совета от партии «Батькивщина», похищенного 17 апреля боевиками группы Игоря Гиркина, а также Юрия Дяковского и Юрия Поправки, двух попавших в плен украинских добровольцев. В этот же день исполняющий обязанности президента Украины Александр Турчинов заявил в срыве договорённостей, достигнутых в Женеве и возобновлении антитеррористический операции.

Террористы, которые взяли в заложники фактически весь Донецкий регион, перешли границу, начав пытать и убивать патриотов Украины. Они дерзко бросили вызов не только нашей стране, но и всему мировому сообществу, когда демонстративно надругались над решениями, принятыми в Женеве. Эти преступления совершаются при полной поддержке и попустительстве Российской Федерации.— Александр Турчинов
Впоследствии 18 мая 2020 года Гиркин в интервью украинскому журналисту Дмитрию Гордону подтвердил свою ответственность за убийство Рыбака, Дяковского и Поправки.

### Противостояние в Донецке и бои за Донецкий аэропорт
6 мая поддерживаемые Россией сепаратистские силы Донецкой Народной Республики захватили международный аэропорт в Донецке на короткое время, вскоре уступив его украинским правительственным силам после короткого боя.
Нападение на аэропорт стало первым участием большой группы добровольцев из России, прибывших для подкрепления сепаратистам, и оказалось военной катастрофой для боевиков-сепаратистов. Десятки человек были убиты в аэропорту и на обратном пути в город огнём по своим от батальона «Восток», которые спутали своих бойцов с украинскими подразделениями, возможно, по причине отсутствия связи между разрозненными сепаратистскими силами, при котором в этот конфликт под видом добровольцев вовлекается значительное количество российских солдат. По сообщениям, более 50 сепаратистов было убито.
К концу июня 2014 г. был восстановлен контроль над более 250 км украинско-российской границы. Зона конфликта была практически полностью изолирована, за исключением участка границы Изварино — Северо-Гундоровский — Пархоменко.
Во второй половине июня 2014 г. Президент Украины Пётр Порошенко выдвинул план мирного урегулирования ситуации в Донбассе и отдал приказ воинским формированиям Украины об одностороннем прекращении огня с 20 по 27 июня и призвал противника участвовать в переговорах. Одностороннее прекращение огня было продлено до конца 30 июня. Однако по приказу Москвы гибридные российские вооружённые формирования продолжили обстрелы. За неделю прекращения огня 27 украинских военнослужащих были убиты, 69 ранены. В «ЛНР» и «ДНР» звучали призывы вроде «Пойдём на Киев».
Силы сепаратистов и РФ регулярно обстреливали позиции ВСУ, оборонявшихся в Донецком аэропорту, из Донецка, в том числе, чтобы вызвать ответный огонь и вызвать ненависть к украинским силам среди гражданского населения, остававшегося в Донецке. Бой за Донецкий аэропорт стал, вероятно, переходным моментом в конфликте, отправной точкой для более активного вовлечения «добровольцев» из России для пополнения рядов сепаратистов. Битва за Донецкий аэропорт и последовавшие за ней наступательные операции Украины привели к неуклонному переходу к обычным видам боевых действий со стороны России. С июня до конца августа Россия поставляла сепаратистским силам механизированное оборудование, бронетехнику и боеприпасы, а также средства ПВО, такие как «Бук-М1», способные вести перехват на большой высоте, и управлявшиеся российскими военными.
В течение нескольких месяцев за аэропорт шли тяжёлые бои. Обе стороны активно пытались удержать или вернуть объект, бомбы и ракеты уничтожали практически всё, от зданий и самолётов до дорог и деревьев. Аэропорт был полностью разрушен в ходе боёв. Возобновление наступления сепаратистов в январе 2015 выбило украинские силы из большей части аэропорта, и в конце января Украина признала потерю контроля над аэропортом.

### Ракетная атака под Зеленопольем
Из-за успешных операций Украины в середине июля Россия начала ослаблять украинские силы артиллерийскими атаками через границу. Ракетный удар по украинским войскам в Зеленополье 11 июля 2014 года был нанесён по большому району сосредоточения украинских войск, где украинские силы готовились развернуться и начать наступление. Примерно в четыре часа утра над головой были слышны беспилотники; примерно в то же время украинские силы потеряли возможность общаться по своей тактической радиосети. Через несколько минут на район сбора обрушились ракеты и артиллерийский огонь. Более тридцати украинских солдат были убиты и десятки тяжело ранены, а боевая мощь более чем двух батальонов уничтожена. В результате украинские силы отступили и сдали протяжённые участки российско-украинской границы, давая российским военным контроль над более чем 100 км украинской границы.

### Сбитие Боинга
На фоне ожесточённых боёв с участием танков, тяжёлой артиллерии и военных самолётов 17 июля 2014 года российской зенитной ракетой «Бук» над восточной Украиной был сбит рейс 17 Malaysia Airlines, в результате чего погибли все 298 человек на борту. Евросоюз, США и НАТО расценили это как доказательство участия России в войне и усилили санкции. Международное расследование пришло к выводу, что пассажирский самолёт был сбит поставленной Россией ракетой с контролируемой сепаратистами территории Украины. Москва, как и прежде, отрицала свою причастность.

### Иловайский котёл и Минское соглашение-1
Через несколько дней после того, как Пётр Порошенко одержал победу на президентских выборах, объявленная украинскими властями антитеррористическая операция против сторонников самопровозглашённых Донецкой и Луганской народных республик приобрела характер полномасштабных боевых действий. Выступая на собственной инаугурации, Порошенко, с одной стороны, пообещал, что в Донбасс скоро придёт мир, а с другой — подчеркнул: «говорить с бандитами мы не будем».
Поначалу украинским военным сопутствовал успех: применяя тяжёлую бронетехнику, артиллерию и боевую авиацию, регулярные войска, Национальная гвардия и добровольческие батальоны стали теснить сепаратистов, стараясь разъединить два оплота их обороны — Донецк и Луганск — и отрезать их от границы с Россией. 2 июня был совершён авианалёт на Луганск, в результате чего погибли восемь гражданских лиц.
В середине лета сепаратисты предприняли ряд успешных контратак; так в результате боёв за Саур-Могилу и ракетной атаки под Зеленопольем украинские части попали в Южный котёл.
В течение июля и августа Россия начала активную помощь сепаратистам, организовав массивные поставки им вооружения и живой силы.
17 июля на востоке Донецкой области пассажирский самолёт Boeing 777 с 289 пассажирами, выполнявший рейс из Амстердама в Куала-Лумпур, был сбит сепаратистами из российской установки ЗРК Бук. Воспользовавшись замешательством, связанным с расследованием трагедии, украинские войска взяли под свой контроль города Рубежное, Дзержинск и Соледар. 22 июля сепаратисты отступили из Северодонецка, Лисичанска, Кировска и Попасной, потеряли контроль над Саур-Могилой.
В августе наступил перелом в боевых действиях: сначала сепаратисты захватили участок на юге Луганской области, граничащий с Ростовской областью, а в конце месяца перешли в контрнаступление.
К августу 2014 наступление украинских сил вчетверо сократило территорию, контролировавшуюся сепаратистами с начала боевых действий, приблизившись к возвращению контроля за границей с Россией и практически отрезав пути снабжения пророссийских сил. До 9 августа были установлены только отдельные случаи участия регулярных российских войск. Между 7 и 14 августа ситуация кардинально изменилась. Россия оставила свой «гибридный» подход и перешла к прямому вторжению. Несколько российских механизированных и десантных батальонных групп, оцениваемые в примерно 3000—4000 военнослужащих, вторглись на Украину, атаковали украинские силы с тыла и совместно с пророссийскими сепаратистами нанесли поражение украинским силам, предотвратив приближающееся замыкание кольца окружения.
Анализ списков убитых в Донбассе российских граждан позволяет получить грубую картину динамики российского военного участия. С 9 августа российские солдаты погибают на территории Украины практически каждый день в больших группах. 16—19 августа потери в несколько десятков убитых понёс 104-й гвардейский десантно-штурмовой полк. Несмотря на потери, с 9—16 августа российские войска отодвинули украинскую армию и возобновили пути снабжения на Донецк.
10 августа начались бои за Иловайск, позже закончившиеся окружением и уничтожением крупной группировки ВСУ.
25 августа Россия атаковала украинский пограничный город Новоазовск силами, в основном, десантников из Ульяновска и Костромы. К 26 августа украинские силы отступили из Новоазовска, и 28 августа российские войска укрепились в Новоазовске, также взяв под контроль ряд населённых пунктов Новоазовского, Старобешевского, Амвросиевского районов. Российская пресса освещала эти события как «наступление повстанцев».
28 августа спутниковые снимки зафиксировали российскую военную колонну внутри границ Украины. НАТО оценивает группировку российских сил, дислоцированных в России вблизи границ Украины, в 20 тыс.
1 сентября сепаратисты взяли под свой контроль Луганский аэропорт, который в течение 3 месяцев удерживали ВСУ.
3 сентября на фоне разворачивающегося контрнаступления вооружённых формирований ДНР состоялся телефонный разговор между президентами Украины и Российской Федерации, в ходе которого президент Путин предложил:
1. прекратить активные наступательные действия Вооружённых сил Украины и вооружённых формирований сепаратистов.
2. отвести вооружённые подразделения силовых структур Украины на расстояние, исключающее возможность обстрела населённых пунктов артиллерией и всеми видами систем залпового огня.
3. предусмотреть осуществление полноценного и объективного международного контроля за соблюдением условий прекращения огня и мониторингом обстановки.
4. исключить применение боевой авиации против мирных граждан и населённых пунктов в зоне конфликта.
5. организовать обмен насильственно удерживаемых лиц по формуле «всех на всех».
6. открыть гуманитарные коридоры для передвижения беженцев и доставки гуманитарных грузов в города и другие населённые пункты Донбасса.
7. обеспечить возможность направления в пострадавшие населённые пункты ремонтных бригад для восстановления разрушенных объектов социальной и жизнеобеспечивающей инфраструктуры[120].

5 сентября в Минске после переговоров был подписан так называемый «Минский протокол», которым декларировалось выполнение шагов по мирному урегулированию конфликта, в частности: двухстороннее прекращение огня, принятие закона об особом порядке самоуправления отдельных районов Донбасса, мониторинг украинско-российской границы со стороны ОБСЕ, освобождение заложников, амнистия, а также принятие мер по улучшению гуманитарной ситуации и восстановлению жизнедеятельности региона.
16 сентября Верховная Рада на основании достигнутого соглашения приняла два закона: «Об особом порядке самоуправления отдельных районов Донбасса» и «О недопущении преследования и наказания участников событий на территории Донецкой и Луганской области». В пояснении к закону об амнистии было указано, что она распространяется на участвовавших в боях на востоке (за исключением подозреваемых и обвиняемых в тяжких преступлениях и причастных к крушению «Боинга»), которые в течение месяца с начала вступления закона в действие сложат оружие и отпустят заложников. Закон об особом статусе предусматривал особый порядок самоуправления на 3 года, содействие использованию русского языка, восстановление промышленных объектов и инфраструктуры, трансграничное сотрудничество в указанных районах с РФ, создание народной милиции из местных жителей.
19 сентября на заседании Контактной группы был утверждён Меморандум о двустороннем прекращении применения оружия:
1. Прекращение применения оружия считается общим.
2. Остановка подразделений и формирований сторон на линии соприкосновения по состоянию на 19 сентября.
3. Запрет на применение всех видов оружия и ведение наступательных действий.
4. В течение суток с момента принятия данного меморандума отвод средств поражения калибром более 100 миллиметров от линии соприкосновения на расстояние не менее 15 км с каждой стороны, в том числе из населённых пунктов, что даёт возможность создать зону прекращения применения оружия шириной не менее 30 км — зону безопасности. При этом отвести с линии соприкосновения сторон артиллерийские системы калибра более 100 миллиметров на удаление их максимальной дальности стрельбы. В частности: 100-мм пушки МТ-12 — 9 км; 120-мм миномёты — 8 км; 122-мм гаубицы (Д-30, 2С1 «Гвоздика») — 16 км; 152-мм гаубицы (2С5 «Гиацинт-С», 2С3 «Акация», 2С19 «Мста-С», 2А65 «Мста-Б») — 33 км, РСЗО 9К51 «Град» — 21 км, 9К57 «Ураган» — 36 км, 9К58 «Смерч» — 70 км, РСЗО «Торнадо-Г» — 40 км, РСЗО «Торнадо» — 70 км, РСЗО «Торнадо-С» — 120 км; тактические ракетные комплексы — 120 км.
5. Запрет на размещение тяжёлых вооружений и тяжёлой техники в районе, ограниченном определёнными населёнными пунктами.
6. Запрет на установку новых минно-взрывных инженерных заграждений в пределах зоны безопасности, обязательства на снятие ранее установленных минно-взрывных заграждений в зоне безопасности.
7. Запрет на полёты авиации и иностранных летательных аппаратов, кроме аппаратов ОБСЕ, над зоной безопасности.
8. Развёртывание в зоне прекращения применения оружия мониторинговой миссии ОБСЕ в составе группы наблюдателей в течение суток с момента принятия данного меморандума. Указанную зону целесообразно разделить на сектора, количество и границы которых согласовать в ходе подготовки к работе мониторинговой группы наблюдательной миссии ОБСЕ.
9. Вывод всех иностранных наёмников из зоны конфликта как с одной, так и с другой стороны.

### Бои в районе Дебальцева и Минские соглашения-2
В середине января 2015 года возобновились полномасштабные боевые действия. Этому предшествовал обстрел автобуса под Волновахой.
22 января был произведён артобстрел Донецка. Согласно исследованиям специальной мониторинговой миссии ОБСЕ, обстрел был произведён из миномёта или артиллерийского орудия с северо-западного направления. С новой силой возобновились бои в аэропорту Донецка, завершившиеся переходом территории аэропорта под контроль вооружённых формирований ДНР. Линия фронта была передвинута на 1,5—2 километра севернее взлётно-посадочной полосы аэропорта.
23 января глава ДНР Александр Захарченко объявил о намерении наступать до границ Донецкой области и попутно отказался от дальнейших инициатив начать переговоры о перемирии и обмена пленными.
24 января руководители ДНР заявили о намерении взять в окружение украинские силы в районе Дебальцева и о начале наступления на Мариуполь. В этот же день в Мариуполе произошёл обстрел микрорайона «Восточный».
10 февраля произошёл обстрел местонахождения штаба АТО в Краматорске с использованием РСЗО. В результате пострадали также жилые здания в этом районе.
Наиболее активные боевые действия развернулись в районе Дебальцева, где сепаратисты заняли ряд населённых пунктов, включая Углегорск.
Данный этап вооружённого противостояния закончился 12 февраля подписанием Минских соглашений, известных как «Минск-2», в которых декларировались прекращение огня с 15 февраля, отвод тяжёлых вооружений и артиллерии, проведение выборов в соответствии с украинским законодательством, вывод иностранных войск и техники, прекращение экономической блокады региона, разоружение всех незаконных групп, передача границы под контроль Украины после проведения выборов и конституционная реформа с учётом особенностей самоуправления в отдельных районах Донецкой и Луганской областей.
Несмотря на заявленное прекращение огня и подписание договорённостей, штурм Дебальцева продолжился, и к 18 февраля Дебальцево полностью перешло под контроль сепаратистов.

### Локальные бои в нейтральной зоне после Минских соглашений-2
После заключения «Минска-2» стороны конфликта развернули локальные тактические бои в нейтральной зоне с неопределённым статусом в Марьинке, Широкино и в промзоне Авдеевки, пытаясь улучшить свой огневой контроль над дорогами, которые проходят вдоль линии фронта. Продолжились взаимные обстрелы, однако с существенно меньшей эффективностью и с использованием артиллерии меньшего калибра. Практически перестали использоваться системы реактивного залпового огня. Несмотря на несогласие радикальных элементов с обеих сторон конфликта, Порошенко и руководители ДНР и ЛНР заявили о намерении соблюдать Минские соглашения и об отсутствии «военного решения» конфликта.
Летом 2016 года наблюдался рост активности взаимных обстрелов и локальных боёв, наиболее интенсивной горячей точкой оставалась так называемая «Донецкая дуга» Марьинка — Авдеевка — Пески.
С 18 по 20 декабря 2016 года ситуация резко обострилась в районе Дебальцева на так называемой «Светлодарской дуге». В нейтральной зоне два дня шли ожесточённые бои между сепаратистами и украинскими военными. В ходе боёв обе стороны применяли запрещённую минскими соглашениями артиллерию крупных калибров. По версии сепаратистов, украинские военные попытались выровнять свою линию обороны и перешли в наступление с целью выбить сепаратистов с занимаемых позиций, однако, понеся потери, были вынуждены отступить. Согласно же версии украинского командования, непосредственно сепаратисты первыми пошли в атаку на украинские позиции, применяя для прикрытия артиллерию запрещённых калибров, но в ходе ожесточённого боя понесли значительные потери и были отброшены на свои позиции. Также, по версии украинского командования, в ходе контратаки у противника были отбиты 1,5 км² территории, 2 опорных пункта и часть Светлодарского водохранилища.
29 января 2017 года в районе города Авдеевки, подконтрольного украинской армии, начались масштабные боевые действия и увеличилась интенсивность обстрелов в треугольнике Донецк—Ясиноватая—Авдеевка. Число жертв исчисляется десятками с обеих сторон. МИД Украины заявил, что из-за массированных обстрелов город Авдеевка остался без воды, тепла и света. В результате контрнаступления украинские военные сумели закрепиться на новых территориях под Спартаком и перейти донецкую трассу в районе Царского Села.
В ноябре 2017 года в связи с началом политического кризиса в ЛНР украинская армия перешла в наступление, заняв некоторые территории, подконтрольные ЛНР и ДНР. В частности, украинскими военными были заняты посёлки Травневое и Гладосово.

### Обострение 2021−2022 годов
Спустя почти четыре года возобновились активные боевые действия. Во второй половине февраля 2021 года было сильное обострение под контролируемой сепаратистами Горловкой. Пророссийские силы совершили рекордное количество нарушений режима прекращения огня, провоцируя ВСУ но, получили ответный огонь из артиллерии. Число погибших сепаратистов исчисляется десятками. Бывший украинский нардеп Игорь Мосийчук отмечал, что с этого момента «запахло большой войной».
С сентября 2021 года США начали тайно поставлять Украине вооружение .
29 октября 2021 года ВСУ продвинулись вперёд и развернули наступление под Докучаевском. В районе города шли бои, сам город подвергался артобстрелам. 12 ноября украинская армия взяла под контроль посёлок Старомарьевка, находившийся в нейтральной зоне. 13 ноября в результате контратак армии ДНР украинские военные отступили от Докучаевска на занимаемые ранее позиции.
В феврале 2022 года Россия продолжает собирать войска возле границ Украины. Во второй половине февраля резко возросло количество артиллерийских обстрелов со стороны сепаратистов. Западные лидеры неоднократно предупреждают, что Россия инсценирует провокационные инциденты «под чужим флагом», чтобы создать предлог для военных действий. Организация по безопасности и сотрудничеству в Европе зафиксировала тысячи нарушений режима прекращения огня. Появляется всё больше доказательств того, что некоторые события были инсценированы. Во второй половине февраля российские СМИ демонстрируют видео, соответствующие предупреждениям о провокациях «под чужим флагом». Сюжеты в российских СМИ должны были показать, как Украина якобы атакует сепаратистские Луганск и Донецк.
- Так, один из роликов, якобы показывающий атаку 18 февраля, имел дату создания 8 февраля, а звук в ролике частично скопирован из youtube-видео 2010 года.
- «Экстренные» обращения лидеров Донецка и Луганска об эвакуации, выпущенные 18 февраля, с Пушилиным, где он говорит «Сегодня, 18 февраля», были сняты 16 февраля[151].
- Сепаратистские власти также обвинили Украину во взрыве автомобиля, принадлежавшего главе донецкой сепаратистской полиции Денису Синенкову, в Донецке. Журналисты отметили, что на фото взорванного автомобиля — УАЗ старой модели с переставленным номерным знаком от машины Синенкова, тогда как Синенков был ранее замечен на УАЗ Патриот[148][151].

24 февраля, когда опасения о возможном вторжении подтвердились, ISW сообщает, что Путин, вероятно, намеревался использовать серию атак под чужим флагом для создания картинки в СМИ и получения поддержки своего вторжения на Украину среди россиян. Тем не менее, неоднократные предупреждения от США и Украины о запланированных Россией атаках под чужим флагом, вероятно, привели к тому, что Путин начал вторжение без широкой общественной поддержки.
21 февраля 2022 года президент России Путин признал независимость ДНР и ЛНР и заключил с ними договоры о дружбе и сотрудничестве, которые после ратификации Госдумой и Советом Федерации 22 февраля вступили в силу.
Россия начала полномасштабное вторжение на территорию Украины в ночь с 23 на 24 февраля 2022 года. Официальный представитель Минобороны России Игорь Конашенков заявил, что Вооружённые Силы РФ оказывает огневую поддержку народным милициям ДНР и ЛНР. Представитель народной милиции ДНР Эдуард Басурин сообщил, что наступательную операцию ведут не российские военные, а вооружённые силы ДНР. Глава ДНР Денис Пушилин заявил, что республика получает российскую военную помощь в рамках договора.

## Силы сторон

### Войсковая группировка Украины

#### Группировка правительственных войск
Войсковая группировка, задействованная в боевых действиях, включает в себя формирования министерства обороны (вооружённых сил и территориальной обороны), министерства внутренних дел (включая Национальную гвардию), Государственной пограничной службы, Службы безопасности Украины и Управления государственной охраны.
14 апреля 2014 года Оперативный штаб МВД Украины объявил о создании корпуса спецподразделений по охране общественного порядка «в условиях инспирированных извне сепаратистских террористических атак, создания бандитских формирований, финансируемых из-за пределов страны, угрозы внутреннему порядку и законности». Арсен Аваков заявил о готовности МВД привлечь в состав новых спецподразделений более 12 тыс. человек и предоставить вооружение, экипировку и руководство со стороны кадровых офицеров.
В целях контроля за прилегающими к зоне боевых действий районами Донецкой, Луганской, Запорожской, Днепропетровской и Харьковской областей, туда были введены батальоны территориальной обороны министерства обороны Украины, подразделения Национальной гвардии, спецподразделения СБУ и МВД, а также батальоны патрульной службы милиции особого назначения — общей численностью до 7-8 тыс. военнослужащих и сотрудников милиции.
Согласно заявлению премьер-министра Украины Арсения Яценюка, по состоянию на август 2014 года группировка достигла численности в 50 000 человек. При этом, согласно информации, опубликованной министром внутренних дел Украины Арсеном Аваковым, 10 000 из них составляла сводная группировка сил Нацгвардии и МВД.
В 2015 году правительство Украины отозвало все добровольческие батальоны с линии фронта. Некоторые добровольческие батальоны также были расформированы в связи с совершением преступлений. Добровольческие батальоны были заменены регулярными подразделениями Вооружённых сил Украины.

#### Добровольческие формирования, не подчинённые государству
В конфликте также участвовали добровольческие вооружённые формирования украинских националистов, не входившие в состав регулярных сил, в том числе:
- Добровольческий украинский корпус «Правый сектор» (ДУК-ПС) — вооружённое формирование, состоящее преимущественно из активистов и сторонников организации «Правый сектор» и возглавлявшееся до декабря 2015 года Дмитрием Ярошем[167]. В апреле 2015 года произошёл конфликт вокруг легализации формирования, однако к началу мая он был исчерпан и было заявлено об «адаптации» ДУК к Вооружённым силам Украины[168], но этот процесс так и не был завершён;
- Украинская добровольческая армия (УДА) — вооружённое формирование, состоящее преимущественно из входивших в ДУК-ПС сторонников Дмитрия Яроша, покинувших вместе с ним «Правый сектор» в конце 2015 года. В УДА перешло подавляющее большинство существовавших на тот момент подразделений и личного состава ДУК-ПС.

Некоторые подобные добровольческие подразделения (например, так называемый батальон «ОУН») со временем полностью или (как указанный батальон) частично перешли на государственную воинскую службу Украины и были включены в её силовые структуры.

#### Участие иностранных граждан и организаций
6 августа 2014 года пресс-офицер Генерального штаба Вооружённых сил Украины подполковник Алексей Дмитрашковский подтвердил, что на стороне Украины воюют выходцы из Беларуси, Грузии, Израиля, Италии, Испании, России и Швеции.
В середине июня 2014 года командир батальона «Донбасс» Семён Семенченко обратился к президенту Украины Петру Порошенко с просьбой предоставить иностранным добровольцам украинское гражданство. В его списке упоминалось 15 иностранцев — «все граждане Грузии, Беларуси, России и Испании, которые длительное время проживают на территории Украины, являются добровольцами, имеют опыт и выражают искреннее стремление защищать Украину от внешней агрессии».
31 января 2015 года министр обороны Украины генерал-полковник (ныне — генерал армии Украины) Степан Полторак подтвердил, что на стороне Вооружённых сил Украины в боевых действиях участвуют иностранные граждане.
В боях на востоке Украины участвуют и добровольческие негосударственные подразделения сформированные из иностранцев, среди них: батальон имени Джохара Дудаева, состоящий преимущественно из чеченцев, эмигрировавших из России после чеченского конфликта; батальон имени Шейха Мансура (командир Муслим Чеберлоевский); добровольческий отряд «Погоня», сформированный в июне 2014 года с целью подготовки бойцов для украинских добровольческих батальонов из граждан Беларуси; тактическая группа «Беларусь», созданная в июне 2015 года; «Грузинский легион», состоящий из граждан Грузии и возглавляемый Мамукой Мамулашвили.
В одном из отчётов СММ ОБСЕ за сентябрь 2016 года сообщалось, что 20 сентября наблюдатели миссии в селе Троицкое в 3 км от линии соприкосновения видели двух солдат ВСУ со знаками различия «Грузинский легион» на их форме. По данным наблюдателей, солдаты общались на грузинском языке. Местные жители рассказали наблюдателям, что в некоторых домах их села проживают солдаты грузинского происхождения. 6 января 2018 года от имени «Грузинского легиона» в Facebook было размещено заявление о том, что «Грузинский легион» полным составом покинул 54-ю механизированную бригаду ВСУ «из-за некомпетентности командира Майстренко Алексея и его окружения, а также незаконных приказов, изданных им… „Грузинский легион“ не собирается молчать и мы обязательно разоблачим людей, действующих против государственных интересов Украины». Впрочем, командование 54-й отдельной механизированной бригады (к которой причисляют «Грузинский легион») в тот же день заявило, что отдельного подразделения под названием «Грузинский легион» в её составе никогда не существовало.
В то же время официально подтверждено, что только в 2016 году «десятки граждан других государств … добровольно заключили контракт на прохождение воинской службы в Вооружённых силах Украины».
В феврале 2015 года министр иностранных дел Хорватии Весна Пусич выступила с заявлением, что в составе украинских воинских формирований, действующих в Донбассе, воюют и добровольцы из Хорватии. Их количество не уточнялось.
31 марта 2015 года «Русская служба Би-би-си» передала в эфир интервью с неким Дмитрием Сапожниковым, назвавшимся «командиром отделения спецназа ДНР», который заявил о захвате в плен в боях за Дебальцево 300 иностранных военных, в основном американцев и европейцев, большинство из которых, по его словам, оказалось снайперами и инструкторами. После этого заместитель командующего 1-м армейским корпусом вооружённых сил самопровозглашённой ДНР Эдуард Басурин назвал информацию об участии в боях на стороне Украины иностранных военнослужащих «провокацией» (как и информацию об участии российских военнослужащих в боях в Донбассе — последнее и было главным содержанием соответствующего интервью радиостанции «Говорит Москва»), а также заявил, что никакого спецназа в армии ДНР не существует (по неофициальным данным — к тому времени в составе Вооружённых сил ДНР имелись отдельная бригада специального назначения «Восток» и три отдельных отряда спецназа разведывательного управления главного штаба министерства обороны ДНР).
По сообщению «Польского радио», три иностранных добровольца получили почётное гражданство Украины за свой героизм во время антитеррористической операции. Сообщается, что это граждане Беларуси, Израиля и России (по одному из каждого государства). Однако законом Украины «О гражданстве Украины» статус «почётный гражданин Украины» не предусмотрен — статус «почётный гражданин» присваивается на Украине лишь административно-территориальными образованиями и населёнными пунктами.
Заявления об участии частных военных компаний и наёмников
МИД России и СМИ неоднократно заявляли об участии в боевых действиях на востоке Украины американских наёмников из ЧВК Greystone Limited. МИД Украины не подтвердило эту информацию, указав, что антитеррористическая операция проводится исключительно силами СБУ, Вооружённых сил Украины и подчинённых МВД Украины Национальной гвардии и Национальной полиции, а также заявив, что в ней не участвуют иностранцы и гражданские организации вроде «Правого сектора».
11 мая немецкая газета Bild am Sonntag со ссылкой на источники в разведывательных кругах сообщила о задействовании украинскими властями около 400 солдат американской ЧВК Academi (бывшей Blackwater, в состав которой входит Greystone Limited) во время противостояния на юго-востоке Украины. Газета отметила, что 29 апреля 2014 года Федеральная разведывательная служба Германии информировала об этом правительство ФРГ. Ряд информационных агентств (в том числе Русская служба Би-би-си) высказал сомнение в достоверности информации Bild am Sonntag. Представители Academi отрицают как участие компании в событиях на юго-востоке Украины, так и её преемственность по отношению к Blackwater.
Министр обороны самопровозглашённой ДНР Игорь Стрелков заявлял, что после боя под Дубровкой якобы были обнаружены тела наёмников негроидной расы. Однако доказательств этого он не привёл.

#### Поставки снаряжения
Хотя Европейский совет 16 июля 2014 года снял наложенный 20 февраля того же года запрет на поставку на Украину вооружений, а НАТО оставило решение этого вопроса на усмотрение каждой отдельной страны, западные поставки военного характера, по утверждению украинских властей, не включают летального вооружения. По состоянию на середину марта 2015 года иностранные партнёры передали Вооружённым силам Украины помощь военным оборудованием, снаряжением и предметами снабжения общей стоимостью 120 млн $:
- Канада передала украинской армии гуманитарную помощь на сумму 20 млн $ (баллистические маски, противоосколочные бронежилеты, кевларовые шлемы, спальные мешки и большое количество зимней формы одежды)[207]. Канада также начала операцию «Unifier (Объединитель)», которая является частью работы Многонациональной объединённой комиссии ряда западных стран — более крупного органа, в состав которого входят США, Великобритания, Канада, Швеция, Польша, Литва и Дания. В рамках операции на 31 января 2022 года было проведено 726 учебных курсов, через которые прошли более 33 346 украинских военнослужащих, в том числе 1 951 бойцов Национальной гвардии Украины[208]. взадачу операции входили тренировки с оружием (снайперская подготовка, тренировки артиллеристов), инженерно-сапёрная подготовка, работа военной полиции и, наконец, тактически-стратегическое обучение[209]. За годы операции Канада предоставила Украине помощь в размере 826 млн канадских долларов (свыше 705 млн долларов США)[208][210];
- С самого начала конфликта на Украине Конгресс США выступал за разрешение поставлять Украине оружие и ещё в 2014 году принял закон о поддержке свободы Украины, санкционирующий такие поставки. Администрация Барака Обамы, однако, препятствовала реализации этого плана, опасаясь, что это приведёт к втягиванию США в конфликт в Донбассе. В связи с этим военная помощь Украине при Обаме ограничивалась предоставлением «нелетального» снаряжения[211]. По состоянию на середину марта 2015 года США предоставили украинской армии снаряжение на общую сумму 13 млн $ (медицинское оборудование, аптечки, радиостанции, приборы ночного видения, аппаратуру для химического анализа, оборудование для разминирования, радиолокационные станции контрбатарейной борьбы, комплекты летней и зимней камуфлированной формы одежды, бронежилеты и кевларовые шлемы) и сухпайки на сумму около 2,5 млн $[207];
- Польша передала помощь на общую сумму в 5,5 млн $ (комплекты постельных принадлежностей, ржаной хлеб длительного хранения, сухие пайки и вещевое имущество)[207];
- Австралия передала предметы зимней формы одежды общей стоимостью 2,3 млн $[207];
- Великобритания передала помощь на общую сумму 1,8 млн $ (бронежилеты и кевларовые шлемы, индивидуальные и групповые аптечки, вещевое имущество, а также утеплённые спальные мешки)[207];
- Словакия передала помощь на общую сумму 632 тыс. $ (электрогенераторы, осветительные комплекты, пластиковая посуда, спальные мешки, вещевое имущество и широкий спектр медицинского оборудования и имущества)[207];
- Норвегия передала сухие пайки на общую сумму 630 тыс. $[207];
- Франция передала бронежилеты и медицинские материалы на общую сумму 600 тыс. $[207];
- Нидерланды передали электрогенераторы и зимнее вещевое имущество на общую сумму 500 тыс. $[207].

Также в сентябре 2014 года волонтёры благотворительных организаций из Литвы и Латвии передали 5 тонн гуманитарной помощи для военнослужащих из Житомирской области. Военным привезли тёплую одежду, обувь, амуницию и медицинские препараты.
12 сентября 2014 года Грузия передала около 12 тонн гуманитарного груза, содержащего более ста наименований медикаментов и средств медицинского назначения общей стоимостью в 580 тыс. $, среди них: перевязочные материалы, антибиотики, лекарства для больных диабетом, иммунобиологические препараты (в том числе вакцины БЦЖ, от столбняка, дифтерии), расходные материалы для диализа, а также предметы первой медицинской помощи.
16 февраля 2015 года Генеральный секретарь НАТО Йенс Столтенберг в интервью газете «Коммерсантъ» заявил, что «решение, вооружать Украину или нет, принимают отдельные государства — члены НАТО» и что «это не будут действия НАТО как организации».
Литва в ноябре 2017 года запланировала безвозмездную передачу Украине вооружений советского образца на сумму 2 млн евро.
В конце декабря 2017 года Госдепартамент США подтвердил намерение американской администрации начать поставки Украине летального оружия. Президент Трамп таким образом, в отличие от своего предшественника, уступил давлению Конгресса, с 2014 года выступавшего за оказание «летальной военной помощи» Украине. При этом, называя поставляемое оружие «сугубо оборонительным», в США не считают этот шаг нарушением минских договорённостей. В оборонном бюджете США на 2018 финансовый год предусматривается предоставление Украине военной помощи на 350 млн $. Летальное оружие, которое Украина начнёт получать в 2018 году, будет включать в себя крупнокалиберные снайперские винтовки Barrett M107A1, боеприпасы и запчасти к ним, а также современные ПТРК Javelin (210 противотанковых ракет и 35 установок стоимостью 47 млн $).

#### Поставки вооружения
Госсекретарь США Энтони Блинкен в интервью газете New York Times признал, что начиная с сентября, а затем отдельно в декабре 2021 года, США поставили Украине оружие, в частности Стингеры и Джавелины .

### Вооружённые формирования сепаратистов
Весной 2014 года вооружённые формирования сепаратистов насчитывали в сумме не более 2 тыс. человек со стрелковым оружием, а на начало апреля 2015 года — уже 35—40 тыс. человек, располагающих значительным количеством тяжёлого вооружения — примерно 500 танков, примерно 700 БТР и БМП и примерно 800 единиц ствольной и реактивной артиллерии. Из вооружённых формирований сепаратистов можно выделить вооружённые группы, декларирующие свою подчинённость Донецкой и Луганской Народным Республикам; батальон «Восток», группу Безлера; также ряд более мелких группировок. Поддержку пророссийским силам оказывают бойцы, прибывшие из России, в том числе казаки и выходцы с Северного Кавказа.
По словам Александра Бородая, к середине 2015 года на стороне сепаратистов воевали от 30 000 до 50 000 граждан России.
29 февраля 2016 года МИД Украины сделал официальное заявление о выполнении Минских договорённостей. В нём были даны оценки численности вооружённых формирований, противостоящих украинским властям. По мнению МИДа, в Донбассе действует сорокатысячная армия, на вооружении у которой имеются около 470 танков, 870 бронетранспортёров, 450 артиллерийских систем (в том числе самоходная артиллерия и миномёты калибром 82 и 120 мм) и 190 РСЗО (в том числе БМ-21 «Град», «Торнадо» и ТОС-1 «Буратино»), а также средства шифрованной связи и наблюдения (электронные военные комплексы «Ртуть-БМ», «Шиповник-Аэро», «Леер-2», «Красуха-4»), зенитно-ракетные комплексы («Бук», «Стрела», «Панцирь»), реактивные снаряды с кассетной головной частью (9М55К), противопехотные мины (ПМН-2, МОН-50).
18 сентября 2017 года представитель Министерства обороны Украины по вопросам АТО Андрей Лысенко заявил, что в Донбассе Украине противостоят около 31 тыс. человек, в том числе 2900 российских кадровых военнослужащих. 1 октября 2017 года Главный военный прокурор Украины Анатолий Матиос сообщил, что в Донбассе на стороне сепаратистов действуют 11 тыс. граждан РФ, среди которых — 3 тыс. кадровых военных. По его словам, на вооружении сепаратистов и российских военных имеется 650 танков (в том числе почти 200 машин ВС РФ), 1310 боевых бронированных машин (в том числе почти 400 машин ВС РФ), почти 500 стволов артиллерии различных калибров (в том числе 140 единиц артиллерии ВС РФ), почти 260 реактивных систем залпового огня, до 100 единиц зенитно-ракетных комплексов, подчеркнув, что всё это оружие российское.

#### Формирования ДНР
- Батальон «Оплот» — вооружённое формирование под командованием Александра Захарченко[225].
- Бригада «Кальмиус» — вооружённое формирование под командованием Константина Кузьмина[226].

- Группировка, ранее находившаяся под командованием Игоря Стрелкова, которая, согласно данным СБУ, к июню 2014 года насчитывала около 2000 бойцов[227]. До 6 июля 2014 года контролировала Славянск, Краматорск, Дружковку и Константиновку, после утраты контроля над которыми отступила в Донецк[228][229]. Основу группировки составлял отряд, сформированный Стрелковым в Крыму в основном из бывших российских и украинских военнослужащих[230], донских и терских казаков[231]. 14 августа 2014 года Игорь Стрелков подал в отставку с поста министра обороны ДНР, а затем покинул территорию боевых действий[232].

#### Формирования ЛНР
- Батальон «Заря» — вооружённое формирование ЛНР[233]. Командиром батальона первоначально был Игорь Плотницкий[234][235], впоследствии Андрей Патрушев[источник не указан 3301 день].
- Бригада «Призрак» — вооружённое формирование, ранее находившееся под командованием Алексея Мозгового[236][237]. Согласно Положению «О территориальной обороне ЛНР», на основе бригады «Призрак» создан 4-й батальон территориальной обороны ЛНР[238].
- Подразделение ГБР «Бэтмен» — вооружённое формирование, сформированное и находившееся под командованием Александра Беднова с позывным «Бэтмен». Подразделение расформировано после убийства Беднова[239].

#### Независимые формирования
- «Русская православная армия» — вооружённое формирование, основу которого составляют бывшие активисты донецкой ячейки организации «Оплот», связанное с Павлом Губаревым[240]. По информации, опубликованной «Deutsche Welle», основную массу бойцов формирования составляют местные жители из шахтёрских посёлков[240].

- Бригада «Восток» — вооружённое формирование под командованием Александра Ходаковского. Согласно заявлениям Ходаковского, батальон не является составной частью самопровозглашённой Донецкой народной республики, а сам он выступает «за единую Украину, но пророссийскую единую Украину»[241]. По сообщениям украинских СМИ, батальон был укомплектован бывшими сотрудниками украинских спецслужб (Альфа, Беркут), а также российскими добровольцами[242].

#### Участие иностранных организаций и граждан
Согласно опросу проведённому DPA и информации указанной в СМИ, на стороне пророссийских сил в конфликте также принимает участие небольшое число граждан Испании, Франции, Германии, Польши, Чехии, Болгарии, Латвии, Израиля, Сербии, Бразилии и Великобритании.
Из некоторых групп иностранцев сформированы отдельные подразделения. Так, граждане Сербии, сторонники правых и националистических взглядов, объединены в отдельный отряд имени Йована Шевича, возглавляемый Братиславом Живковичем, а осетины из Северной Осетии (субъект Российской Федерации) и частично признанной независимой Республики Южная Осетия — в отряд «Юг» в составе бригады «Восток».
В 2014 году сообщалось, что 20 человек, состоявших в израильской военизированной общественной организации военнослужащих — выходцев из бывшего СССР «Батальон „Алия“», составили первую группу добровольцев из Израиля, выступивших на стороне ДНР и ЛНР. Обещалось, что их будет не менее 200 человек. Но посол Израиля на Украине опроверг информацию об участии «Батальона „Алия“» в конфликте. Несколько добровольцев данной организации также выступили с опровержением этой информации.
В октябре 2017 года Службой безопасности Украины были опубликованы персональные данные трёх граждан Сербии и трёх граждан Боснии и Герцеговины, участвовавших в боях против правительственных сил в составе ЧВК Вагнера.
Участие организаций и граждан из России
В конфликте на востоке Украины на стороне сепаратистов участвовали граждане России, причём некоторые из них входили в число руководителей, например в ДНР — Игорь Стрелков, Александр Бородай и Владимир Антюфеев, а в ЛНР — Егор Русский.
На стороне сепаратистов активно воевали ультраправые радикалы, координируемые российскими спецслужбами, причём представители националистических группировок сыграли значительно большую роль на российской стороне конфликта, чем на украинской. Ряд российских правых организаций, таких как Евразийский союз молодёжи, партия «Другая Россия» и Русское национальное единство, занимался вербовкой добровольцев для отправки в зону боевых действий на востоке Украины, движение «Суть времени» создаёт собственные подразделения в зоне конфликта. Некоторые российские партии и организации, такие как ЛДПР, КПРФ и Фонд Святителя Василия Великого, занимались финансированием пророссийских сил и отправкой им снаряжения и техники.
На стороне сепаратистов в боевых действиях участвуют нереестровые донские казаки, объединённые в Казачью национальную гвардию Всевеликого войска Донского, организованную Международным союзом общественных объединений «Всевеликое войско Донское» и возглавляемую его атаманом Николаем Козициным.
В СМИ неоднократно сообщали об участии в конфликте на стороне пророссийских сил ингушских, осетинских и чеченских бойцов. Из чеченцев — ветеранов российских силовых структур сформирован батальон «Смерть», насчитывающий около 300 бойцов. Батальон входит в состав батальона «Оплот», занимается разведкой и подчинялся непосредственно Александру Захарченко.
29 мая 2014 года из Донецка в Ростов-на-Дону был в сопровождении журналистов отправлен грузовик с 33 телами погибших во время боя в Донецком аэропорту добровольцев — граждан России.
15 августа 2014 года Александр Захарченко сообщил о вводе «в самый ответственный момент» резервов в армию Новороссии в виде 30 танков и 120 бронемашин, а также 1200 единиц личного состава, проходивших, по его словам, в течение 4 месяцев подготовку на территории России. 17 августа пресс-секретарь Президента России Дмитрий Песков в интервью радиостанции «Говорит Москва» заявил, что никакая техника на Украину не поставляется: «Мы неоднократно говорили, что никакая техника туда не поставляется». В свою очередь 18 августа Захарченко заявил, что ДНР не получает технику из России, поскольку она досталась от украинской армии из районов сёл Степановка и Дмитровка, а также добавил, что технику «пятый день вывозят и не могут вывезти». Игорь Стрелков в интервью газете «Завтра» заявил, что в августовском наступлении ДНР на Мариуполь решающую роль сыграли российские «отпускники».
27 августа 2014 года Александр Захарченко в интервью телеканалу Россия-24 заявил, что в рядах сторонников ДНР и ЛНР воюют не только добровольцы из России (чья численность составляет 3-4 тыс. человек), но и действующие военные Вооружённых сил России, которые, по его словам, «предпочли провести отпуск не на пляже, а среди нас, среди братьев, которые сражаются за свою свободу». В Министерстве обороны РФ заявление Захарченко не прокомментировали, а согласно статье газеты «Коммерсантъ», высокопоставленный источник из ведомства назвал его «ошибкой».
28 августа 2014 года постоянный представитель России при ООН Виталий Чуркин заявил, что «всем известно, что на Востоке Украины есть российские добровольцы. Этого никто не скрывает».
4 сентября 2014 года российский Первый канал показал сюжет о похоронах в Костроме «с воинскими почестями» 28-летнего служившего по контракту десантника Анатолия Травкина. По их данным, примерно за месяц до того он взял отпуск и уехал в Донбасс, не проинформировав ни жену, ни руководство части. По словам члена СПЧ и директора правозащитной группы «Гражданин. Армия. Право» Сергея Кривенко, контракт прямо запрещает военнослужащим участвовать в боевых действиях во время отпуска. Тем самым десантник, отправляясь в Донбасс, должен был в таком случае обмануть командование и не мог рассчитывать на социальные гарантии и выплаты в случае ранения или гибели, а также оказание воинских почестей посмертно.
9 октября 2014 года в докладе ООН было заявлено, что между 24 августа и 5 сентября, когда усилились бои, вооружённые формирования ДНР и ЛНР усилились большим числом зарубежных бойцов, в том числе и гражданами Российской Федерации.

## Роль России в конфликте (до 2022)
Кризис в Донбассе, эскалировавший в полномасштабную войну с Украиной, имел много причин. Канадский историк Александр Мельник считает, что наибольшее влияние оказали систематические усилия РФ обратить вспять изменения, начавшиеся после победы Евромайдана в феврале 2014. Российская тактическая цель, кроме аннексии Крыма, состояла в превращении Украины в конфедерацию с помощью кампаний гражданских неповиновений на юго-востоке Украины. Кампания включала пророссийские демонстрации и захват власти областными Советами депутатов. Аннексию Крыма и новое федеративное конституционное устройство предполагалось легитимизировать через СБ ООН. По причине слабой поддержки РФ населением Украины вне Крыма и Донбасса, отказа местных элит действовать по плану России и неподдержки Западом тактическая цель переформатирования Украины в марте 2014 не была достигнута, и методы воздействия РФ были изменены на провозглашение новых политических образований и гибридную войну в Донбассе. К концу марта политическое общество в Донбассе было безвозвратно расколото на идентифицирующих себя с единой Украиной, на поддерживающих автономию / федерализацию, и на требующих независимости или присоединения к России.
Россия с самого начала назвала военный конфликт в Донбассе «гражданской войной», чтобы утверждать о своей непричастности. При этом Россия «отправляла тяжёлое вооружение бойцам в Донбассе, обстреливала украинские позиции, скрытно направляла регулярные войска для поддержки атак повстанцев, и, в конечном итоге, включила батальоны востока Донбасса в иерархию командования российской армии». С первых недель противостояния через российско-украинскую границу на востоке Украины из России поступала живая сила и вооружение.
Украина, США и ряд других государств, а также НАТО, Совет Европы, ПА ОБСЕ и Европейский союз обвиняли Россию во вмешательстве в вооружённый конфликт — в частности, в использовании регулярных российских войск в боевых действиях на стороне непризнанных республик, поставках оружия и финансовой поддержке. Российское руководство последовательно отвергало эти обвинения, заявляя, что Россия не является стороной противостояния. Имеется множество расследований, которые сообщали об участии российских военных и техники в конфликте, а также артиллерийских обстрелах с территории России.
Международный уголовный суд в своём отчёте за 2016 год отметил, что задержание Украиной российских военнослужащих и другие факты указывают на прямое военное столкновение между вооружёнными силами РФ и Украины, которое предполагает существование международного вооружённого конфликта в контексте боевых действий на востоке Украины не позднее 14 июля 2014 года.
По мнению военного аналитика, старшего научного сотрудника Королевского объединённого института оборонных исследований (RUSI) Игоря Сутягина, российские военные силы присутствуют на востоке Украины, не только в качестве руководящей и командной роли или для управления сложным оборудованием, но и как цельные боевые формирования. Он считает, что по состоянию на 2015 год суммарное количество российских военных сил, дислоцированных на востоке Украины, на территории России около границы с Украиной и в Крыму приблизительно равно всем доступным военным силам Украины.
В начале конфликта весной 2014 года российская военная помощь практически не играла решающей роли. Российские силы действовали как эксперты и инструкторы по использованию сложного военного оборудования. Однако, когда в конце лета 2014 года украинская армия проводила массированное наступление, российская поддержка приобрела критическое значение. Москва скрытно отправила российские войска через границу в качестве прямой военной поддержки для отпора наступления ВСУ и контрнаступления сепаратистов.
После этого военная помощь России заключалась в поддержке вооружённых сил ДНР и ЛНР, без необходимости направлять или размещать собственные регулярные войска в Донбассе (что было бы сопряжено и с необходимостью признания государственной независимости ДНР и ЛНР, на что российские власти не были готовы). Поддержка заключалась в присутствии россиян в составе командно-офицерского корпуса, спецподразделений, среди операторов более сложных систем вооружений, в качестве инструкторов, а также в посылке российских добровольцев в Донбасс. Жёсткая реакция западных стран «если как-то и повлияла на российскую политику в этом вопросе, то, скорее, тем, что лишний раз подчеркнула для Москвы преимущества от избранной ею стратегии» двоякого подхода: поддерживать ДНР и ЛНР, но избегать открытой военной интервенции и/или прямого признания их независимости.
В апреле 2014 года Россию обвиняли в концентрации войск у границы с Украиной и в причастности к антиправительственным акциям на юго-востоке Украины. В ходе обсуждения ситуации на Украине в Совете безопасности многие члены Совбеза поддержали версию о том, что Россия пытается ещё раз разыграть «крымский сценарий». Госдепартамент США непосредственно перед обсуждением в ООН выпустил масштабное заявление «Российские выдумки, часть вторая: ещё 10 лживых заявлений об Украине», в котором утверждалось, что события на востоке Украины были спланированы российскими властями. По утверждению Госдепартамента, значительную часть «протестующих» составляли «добровольцы», приехавшие из России, а некоторым манифестантам платили за участие в беспорядках.
Владимир Путин вплоть до февраля 2022 года последовательно отрицал присутствие в Донбассе российской армии, регулярных войск Российской Федерации, но с оговорками, что в Донбассе «созданы определённые военные милицейские формирования, которые являются самодостаточными и готовы отразить любые крупномасштабные военные акции против Донбасса», а также: «Мы никогда не говорили, что там нет людей, которые занимаются решением определённых вопросов, в том числе в военной сфере, но это не значит, что там присутствуют регулярные российские войска».
В ноябре 2015 года во время общероссийского антитеррористического форума защитников Отечества, который прошёл в Москве, бывший министр обороны ДНР гражданин Российской Федерации Игорь Гиркин (Стрелков) заявил: «У нас остаётся фронт на Украине, и все, кто пытается провести линию между народными республиками и Россией, — это лицемеры. Естественно, что Россия воюет в той или иной степени в Донбассе. Весь мир об этом знает, только для внутреннего потребления у нас пытаются народу объяснить, что никакой войны нету и что мы не воюем, а воюют какие-то там народные республики, которые якобы ещё и самостоятельные. Пора, наконец, откровенно сказать в лицо, что Россия ведёт там войну и что эту войну нам необходимо выиграть».
По мнению бывшего главы аппарата ДНР Алексея Александрова, руководство непризнанных республик выполняло любые поручения из России, при этом внутренняя политика почти полностью определялась помощником Президента РФ Владиславом Сурковым.

«Любой звонок из Москвы расценивался как звонок из канцелярии самого Господа Бога и не обсуждался, принимался к исполнению немедленно».— бывший глава аппарата ДНР Алексей Александров
В книге «85 дней Славянска» российский националист, воевавший на стороне самопровозглашённых республик, Александр Жучковский описал роль России в украинском конфликте:

За лето 2014 года произошло всё буквально так, как прогнозировал Стрелков: отряды ополчения были почти раздавлены, отрезаны от российской границы, в РФ хлынули сотни тысяч беженцев, — пишет Жучковский. — И России всё-таки пришлось вводить войска, хоть и неофициально. Сделай это Москва в конце июня — начале июля, то Славянск до сих пор был бы под русским флагом.
Без российской поддержки ополчение бы до осени не удержалось. Долгожданная помощь пришла только в середине августа. Незадолго до этого, 15 августа, Игорь Стрелков был вынужден покинуть Донбасс — видимо, это было одним из условий военной помощи РФ.

Говорить об этой помощи прямо было не принято, чтобы «не подставлять Россию перед Западом». Впрочем, ни для кого в мире это секретом не было, да и участники Донбасской войны со временем прямо или косвенно участие российских войск в войне признавали.— «85 дней Славянска»
10 ноября 2021 года Кировский районный суд в Ростове-на-Дону на своём сайте опубликовал приговор по делу о коррупции, в котором говорится о пребывании Вооружённых сил РФ на территории ДНР и ЛНР. Затем текст этого приговора исчез с сайта суда, но продолжал быть доступным на портале поиска судебных решений «Судебные решения РФ». Как пояснили в суде, информация, обнародованная журналистами, содержалась исключительно в показаниях подсудимого, а проверка показаний в этой части судом не осуществлялась и не могла осуществляться.

### НАТО
22 августа 2014 года официальный представитель НАТО в интервью «The New York Times» заявила, что российская армия в последние несколько дней переправила через границу с Украиной артиллерийские части, укомплектованные расчётами из собственных военнослужащих, и использует их, по её словам, для обстрела подразделений украинских военных. В тот же день генсек НАТО Андерс Фог Расмуссен заявил, что располагает данными о перемещении через российско-украинскую границу танков, бронетранспортёров, артиллерии, поступающих непосредственно сепаратистам, а также что НАТО располагает тревожными сведениями о скоплении российских войск вблизи границы с Украиной. 23 августа Игорь Конашенков сообщил, что заявления господина Расмуссена и его пресс-секретаря «комментировать… по существу не имеет смысла».
28 августа представитель штаба Объединённых сил НАТО в Европе заявил, что «более тысячи российских военнослужащих воюют на Украине» и это «очень скромная оценка». Постоянный представитель России при ЕС Владимир Чижов в эфире BBC сказал, что «НАТО до сих пор не представила хотя бы одно доказательство, равно как и США, Европейский союз или кто-либо ещё», он также высказал мнение, что «вброс дезинформации по каналам СМИ и напрямую из Киева» приурочивается к важным встречам на уровне ЕС.
12 ноября 2014 года Филип Бридлав сообщил, что за предыдущие 2 дня НАТО зафиксировало прибытие на восток Украины нескольких колонн с военной техникой и военными из России. По его данным, до этого на территории юго-востока Украины находилось 250—300 российских военных специалистов.

### ОБСЕ
28 августа 2014 года глава миссии ОБСЕ в Ростовской области Поль Пикар, комментируя сообщения украинских СМИ о движении российской военной техники на Украину, сообщил, что наблюдатели на российских погранпунктах пропуска «Гуково» и «Донецк» не видели такового. 13 февраля 2015 года генеральный секретарь ОБСЕ Ламберто Занньер, выступая на конференции в Киеве, заявил: «Если вы спросите, видел ли я движение и расположение российских подразделений на этой территории [в Донбассе], то я скажу, что не видел. Но если вы спросите, видел ли я участников боевых действий и вооружение, поступающее, по всей видимости, из России, я сказал бы „да“, я видел». Он также добавил, что в работе наблюдателей есть ряд ограничений, в частности сложность их передвижения по территории, где идут боевые действия.
Представитель ОБСЕ Александр Хуг заявил в 2015 году, что ОБСЕ разрешено сообщать только о том, что они видят. Он сказал, что они видят людей в российской военной форме, но «журналисты и политики должны делать свои собственные выводы». В 2015 году Поль Пикар сказал, что они «часто видят людей в форме, пересекающих границу». Он также сказал, что ОБСЕ контролирует только два пограничных перехода, и что они не знают, что происходит на других пограничных переходах.
26 сентября 2015 года тяжёлая огнемётная система (ТОС) залпового огня «Буратино» была обнаружена на полигоне сепаратистов в селе Круглик в Луганской области наблюдателями ОБСЕ во время реализации «Комплекса мер по выполнению Минских соглашений». 2 октября 2015 года агентство Рейтер сообщило, что Минобороны России не ответило на их письменный запрос, была ли ТОС «Буратино» поставлена формированиям самопровозглашённых ДНР и ЛНР. В агентстве также отметили, ссылаясь на данные Информационного центра Джейна и Стокгольмского института исследования проблем мира, что «…такие системы производит только Россия, они не были экспортированы на Украину до начала конфликта в Донбассе».
В сентябре 2016 года Занньер снова заявил, что не может подтвердить присутствия в Донбассе российских войск. В ноябре 2016 года представитель ОБСЕ Александр Хуг заявил, что миссия ОБСЕ не имеет убедительных доказательств участия российских войск в боевых действиях на востоке Украины. Однако позднее Хуг заявил, что ранее опубликованные его слова в интервью 2018 года американскому изданию Foreign Policy об отсутствии российского военного вмешательства в Донбассе вводят в заблуждение и не отражают его точку зрения.
В октябре 2018 года Александр Хуг заявил, что сотрудники миссии ОБСЕ зафиксировали данные, согласно которым на территории, не подконтрольной властям Украины, есть различные виды вооружений, которые имеют российское происхождение. Также, по словам Хуга, миссия говорила с пленными, которые удерживаются военнослужащими Вооружённых сил Украины. Эти пленные «утверждают, что они являются представителями регулярных войск России и на ротационной основе находятся в Украине».

### ООН
28 августа 2014 года представитель генерального секретаря ООН Стефан Дюжаррик, отвечая на вопрос о сообщениях о вводе российских войск на Украину, заявил, что не имеет возможности «точно подтвердить, кто находится на какой стороне границы».
Мониторинговая миссия Управления Верховного комиссара ООН по правам человека в своих докладах сообщала об участии военнослужащих из России в вооружённом конфликте на востоке Украины.
20 ноября 2016 года Международный уголовный суд в рамках предварительных выводов классифицировал конфликт в Донбассе как международный.
6 марта 2017 года Международный суд ООН начал рассмотрение иска Украины против России по делу о «финансировании терроризма в Донбассе».

### Объединённая следственная группа MH17
14 ноября 2019 объединённая следственная группа (JIT) опубликовала записи переговоров лидера самопровозглашённой ДНР Александра Бородая и помощника Президента РФ Владислава Суркова. По словам следователей записи указывают как российские военные и гражданские чиновники контролировали жизнь на неподконтрольной Украине территории.
Так в одной из записей переговоров Александр Бородай заявил 

Я выполняю приказы и защищаю интересы одного и единственного государства — Российской Федерации.— Guardian, 14 ноября 2019 года. «Следователи MH17 говорят, что телефонные звонки показывают связь украинских повстанцев с Россией»
В июне 2020 года голландская прокуратура заявила, что после 6 лет расследований она нашла неопровержимые доказательства того, что Россия как государство участвовала в войне с Украиной. Более того, следователи заявили, что все эти доказательства были включены в материалы дела, которые станут достоянием общественности осенью 2020 года.

### США
Выступая в Атлантическом совете в декабре 2017 года, госсекретарь США Рекс Тиллерсон заявил, что США оставят в силе существующий режим антироссийских санкций «до тех пор, пока не прекратится российское вторжение на Украину и пока её территориальная целостность не будет восстановлена».
В феврале 2019 года Госдепартамент США запустил сайт под названием «Противодействие агрессии России на Украине» (Countering Russia’s Aggression in Ukraine).
Министр обороны США Ллойд Остин 19 октября 2021 года во время визита на Украину на встрече с министром обороны Украины Андреем Тараном заявил следующее: «Давайте чётко говорить, что Россия начала эту войну, и Россия является тем камнем, который препятствует мирному урегулированию. Они начали нарушать территориальную целостность и суверенитет Украины»

### Украина
7 июня 2014 года МИД Украины официально вручило ноту протеста временному поверенному в делах России на Украине. В ноте обращалось внимание на бездействие пограничной службы и других компетентных органов России, которые не препятствуют незаконному перемещению вооружённых организованных формирований и лиц на территорию Украины. В тот же день президент РФ Владимир Путин дал указание погранслужбе ФСБ России принять все необходимые меры по усилению режима охраны госграницы РФ с Украиной с целью исключить незаконные переходы.
22 июня министр внутренних дел Украины Арсен Аваков заявлял о наличии у него доказательств того, что сепаратисты получают оружие и бронетехнику из России.
21 августа спикер СНБО Украины Андрей Лысенко заявил, что украинские военные захватили под Луганском две БМД, обнаружив, по его словам, в одной из них «полный пакет документов — от водительских прав до военной документации», а также отметил, что «Личный состав и машина приписаны к военной части 74268 первой парашютно-десантной роты Псковской дивизии ВДВ. Среди вещей найден личный планшет командира взвода гвардии лейтенанта Попова». Впоследствии были выяснены фамилии и обстоятельства гибели российских десантников.
25 августа СБУ заявила о задержании днём ранее на границе с Россией десяти российских военнослужащих-контрактников 331-го полка 98-й Свирской дивизии Воздушно-десантных войск Вооружённых сил РФ (в/ч 71211), которые по данным ведомства «преступно ворвались на территорию Украины» и были задержаны неподалёку от посёлка Дзеркальное в Донецкой области, в 20 км от границы с Россией. Как отметили в ведомстве, они задержаны с личными документами и оружием, далее были опубликованы имена и фотографии задержанных, а также видеоролики с их допросом. По их показаниям, батальон десантников 23 августа был передислоцирован железнодорожным транспортом в Ростовскую область, а в 3 часов ночи 24 августа подразделение было поднято по тревоге и получило приказ осуществить марш в составе колонны из нескольких десятков БМД. Позднее Министерство обороны России сообщило, что военнослужащие участвовали в патрулировании участка российско-украинской границы, и пересекли её, вероятно, случайно на необорудованном немаркированном участке. В свою очередь десантники на пресс-конференции в Киеве заявили, что не имели намерений пересекать российско-украинскую границу, а заместитель командира взвода 333-го полка 98-й Свирской дивизии Воздушно-десантных войск Вооружённых сил РФ сержант Владимир Завостеев сообщил, что их БМД находясь на учениях, отстала от колонны после того, как получила приказ найти другую отставшую от колонны машину, и не имея карт местности заблудилась, после чего, по его словам, попала от артиллерийский обстрел украинских военных, где ранило водителя. Завостеев также отметил, что из-за тяжёлого ранения водителя было принято решение возвращаться в том же самом направлении «откуда прибыли», а по пути им встретились украинские военнослужащие, которые оказали медицинскую помощь раненному. Кроме того он указал на то, что во время марша у десантников не было приказов открывать огонь и оружие было не заряжено. 31 августа после переговоров президентов России и Украины в Минске военных передали РФ.
10 сентября 2014 года Пётр Порошенко со ссылкой на данные Главного управления разведки заявил, что 70 % российских войск, введённых ранее на украинскую территорию, уже «выведены за её пределы».
29 января 2015 года начальник Генштаба Вооружённых сил Украины Виктор Муженко на пресс-конференции заявил, что ему известны факты участия в боевых действиях отдельных российских военнослужащих и граждан РФ в составе вооружённых формирований ДНР и ЛНР, но отметил, что «на сегодняшний день» украинская армия не воюет с подразделениями регулярной российской армии. В апреле 2015 года пресс-служба Минобороны Украины опубликовала интервью с Муженко, где он заявил, что его слова «были вырваны из контекста» и что теперь он располагает подтверждёнными фактами участия российских регулярных войск в февральских боях в районе населённых пунктов Чернухино, Логвиново и Дебальцево. Кроме того, по его утверждениям, на территории Украины в настоящее время находятся 15-я отдельная мотострелковая бригада, 8-я отдельная гвардейская мотострелковая бригада, 331-й гвардейский парашютно-десантный полк и другие российские части.
17 апреля 2015 года министр обороны Украины генерал-полковник Степан Полторак заявил журналистам: «Российские войска на территории Донецкой и Луганской областей остаются в том же составе, проводят ротацию, подготовку вместе с террористическими группировками. Мы наблюдаем за их передвижением, и мы знаем, где они. Они планово проводят ротацию, поэтому их количество на сегодняшний день не увеличено точно».
В январе 2017 года заместитель министра Украины по вопросам временно оккупированных территорий и внутренне перемещённых лиц Георгий Тука заявил, что 30 % воюющих в Донбассе являются российскими военными, а остальные есть неконтроллируемые группировки и граждане Украины которые воюют против украинской власти. В июле того же года Тука заявил, что украинские власти не могут юридически доказать присутствие российских войск на востоке Украины.
В марте 2020 года советник секретаря СНБО Сергей Сивохо, комментируя перспективу вступления Украины в НАТО, назвал войну на юго-востоке страны «внутренним конфликтом». Однако потом он уточнил свои слова:

Один из вариантов гибридной войны — это когда страна-агрессор инициирует и поддерживает внутренний конфликт в другой стране. Вот я думаю, что у нас именно такая ситуация.— 
3 июня министр обороны Украины Андрей Таран во время визита в Германию заявил, что передал немецкой стороне материалы с доказательствами присутствия российских вооружённых формирований в Донбассе.

### Франция
25 марта 2015 года генерал Кристоф Гомар, глава Управления военной разведки Франции, одной из 6 французских разведовательных служб, заявил на заседании комиссии по вопросам обороны в Национальном собрании Франции, что по данным управления ничего не подтверждало сообщения НАТО о российских приготовлениях к вторжению на Украину: «НАТО сообщило, что русские готовились напасть на Украину, но, по нашим данным, эту гипотезу ничто не подтверждало». «Русские не размещали ни командных пунктов, ни подразделений тыловой поддержки, в том числе полевых госпиталей, которые позволили бы совершить военное вторжение», — пояснил генерал, отвечая на вопросы парламентской комиссии.
26 июня 2017 года президент Франции Эммануэль Макрон во время совместного с президентом Украины Петром Порошенко брифинга в Париже заявил, что агрессором на востоке Украины выступает РФ и это является общеизвестным фактом: «Агрессия исходит из России, то есть агрессором является не Украина. Мы также признаём, что аннексия Крыма является незаконной, значит, мы все знаем, кто развязал войну и кто создал эту ситуацию, и в какой ситуации мы находимся».

## Потери сторон
По данным УВКПЧ, в течение 2014—2021 годов война на востоке Украины стоила жизней 13 200—13 400 человек, в том числе 4 200 украинских военных, 5 800 военных РФ и пророссийских сил в восточной Украине (CSIS даёт оценку в 6—7 тысяч убитых до начала полномасштабного вторжения 2022 года), и 3 390 убитых гражданских, а также 29 600—33 600 раненых военных и гражданских с обеих сторон, включая 7—9 тыс. гражданских, 9 800—10 800 раненых украинских и 12 800—13 800 раненых российских (включая пророссийские прокси силы) военных. Украина зарегистрировала 1,6 млн беженцев, вынужденных оставить свои дома, из которых от 800 тысяч до 1 млн находились на территории, контролируемой Украиной.
По данным ООН, жертвами конфликта на Украине стали:
- на 27 марта 2015 года — 21 480 человек: 6083 погибших и 15 397 пострадавших[393];
- на 30 сентября 2016 года — 31 805 человек: 9574 погибших и 22 231 пострадавших[394];
- на 17 ноября 2017 года — 35 081 человек: 10 303 погибших[395] и 24 778 пострадавших[396];
- на январь 2019 года — от 12 800 до 13 000 погибших[397];
- на 31 декабря 2021 года — от 14 200 до 14 400 погибших (из них не менее 3404 гражданских лиц)[9][44].
- с 6 апреля 2014 по 23 февраля 2022 года: со силовых структур Украины — 4641 убитых[398][399], со стороны вооружённых формирований ЛДНР — 5795 убитых[400][401].

Больше всего от войны пострадали русскоязычные жители Украины. Подавляющее большинство убитых и раненых — русскоязычные. Около трети жителей Донбасса бежало из районов боевых действий в Россию или в другие регионы Украины. Количество бежавших в другие страны на ноябрь 2016 года составило 1,5 млн человек, большая часть из которых бежала в Россию и Беларусь — 1,15 млн и 149 тыс. соответственно. 7967 человек обратились за убежищем в Германию, 7267 — в Италию, 5423 — в Польшу, 3176 — во Францию, 2742 — в Швецию, 286 — в Молдову, 80 — в Румынию, 71 — в Венгрию, 26 — в Словакию.
Доля гражданских потерь в войне на востоке Украины составляет чуть более 25 %, что намного ниже, чем в таких конфликтах, как война в Боснии 199х годов или начавшаяся в 2011 война в Сирии. Это объясняется тем, что вооружённое противостояние после начального этапа приняло характер обычного межгосударственного военного конфликта — столкновений вдоль линии фронта, и гражданские имели некоторое время эвакуироваться с линии огня. После вспышки насилия 2014—2015 годов гражданские потери с марта 2015 до полномасштабного вторжения РФ в начале 2022 держались на низком уровне.

### Потери украинской стороны

#### Потери личного состава
Первой известной смертью от боевых действий на востоке Украины является гибель капитана СБУ Геннадия Беличенко 13 апреля 2014 года под Славянском, который в составе отряда антитеррористического спецподразделения «Альфа» был направлен в захваченный накануне штурмовой группой Игоря Гиркина город.
По данным УВКПЧ, в течение 2014—2021 годов война на востоке Украины стоила жизней 4 200 украинских военных), и 9 800—10 800 раненых украинских военных.
По данным Ирины Геращенко (уполномоченная президента Украины по урегулированию конфликта в Донбассе), опубликованным 19 сентября 2014 года, около 2,4 тыс. военных и гражданских лиц числятся в списках пленных и пропавших без вести в Донбассе.
Среди известных погибших:
- Геннадий Беличенко[укр.] — капитан СБУ, погиб 13 апреля 2014 года под Славянском. В составе отряда антитеррористического спецподразделения «Альфа» был направлен в захваченный накануне штурмовой группой Игоря Гиркина город[источник не указан 587 дней][404][405].
- Иван Исык — солдат ВСУ, военнослужащий 24-го отдельного штурмового батальона «Айдар». 5 сентября 2014 года бойцы батальона попали в засаду у украинского села Весёлая Гора Луганской области, организованную ДШРГ «Русич». В ходе боя Иван был ранен, взят в плен, был подвергнут пыткам и зверски убит[407][408][409].

#### Дезертирство
По словам главного военного прокурора Украины Анатолия Матиоса, к марту 2015 года военная прокуратура завела 17 тыс. дел по факту дезертирства из вооружённых сил Украины.

### Потери России, ДНР и ЛНР
Сепаратисты ЛДНР сообщили, что к началу февраля 2015 года они потеряли максимум 1400 человек. В период с января 2017 года по конец февраля 2022 года ДНР сообщили, что на подконтрольной им территории было убито в общей сложности 677 боевиков.
Начиная с лета 2014 года в СМИ появлялась информация о погибших, раненых и пропавших без вести российских военных на востоке Украины. В докладе Путин. Война на основе открытых данных утверждалось, что в войне в Донбассе погибло не менее 220 российских солдат.
5 марта 2018 года года, группа «Информационное сопротивление», обнародовала списки потерь личного состава ВС РФ за 2014 год в Донбассе, согласно которым Российская Федерация потеряла около 103 кадровых российских военнослужащих убитыми и 378 ранеными. Среди погибших — 1 майор и 2 подполковника, Самые высокие потери у военных по подразделениям — у 18-й отдельной мотострелковой бригады и 76-й десантно-штурмовой дивизии.
По данным УВКПЧ, в течение 2014—2021 годов война на востоке Украины стоила жизней 5 800 военных РФ и пророссийских сил в восточной Украине (CSIS даёт оценку в 6—7 тысяч убитых до начала полномасштабного вторжения 2022 года), а также 12 800—13 800 раненых российских (включая пророссийские прокси силы) военных.

#### Покушения на лидеров сепаратистов и оккупационных чиновников
Чиновники-коллаборационисты и лидеры вооружённых формирований с самого начала войны в Донбассе стали одной из приоритетных целей спецслужб, действующих в контакте с украинскими партизанами. Интересный факт, что лидеры сепаратистов массово начали погибать уже после подписания Минских соглашений, когда активность боёв пошла на спад и обстановка в целом уже сложилась вполне устойчиво, и немедленное уничтожение Л/ДНР уже не угрожало. Каждый из них не погиб в бою.
| Дата       | Имена                             | Должность | Причина смерти |
| ---------- | --------------------------------- | --- | --- |
| 01.01.2015 | Александр Беднов                  | командир группировки «Бэтмен», выполнял функции министра обороны ЛНР в августе 2014 года, а затем назначен начальником штаба 4-й отдельной мотострелковой бригады. | Убит в городе Лутугино в результате обстрела его кортежа из гранатомётов, огнемётов и автоматического оружия                                                                                                |
| 23.01.2015 | Ищенко Евгений Станиславович      | оккупационный мэр Первомайска и один из командиров «31-го казачьего округа войска Донского»                                                                        | Убит в резульате обстрела автомобиля на трассе Первомайск-Лисичанск |
| 26.03.2015 | Роман Возник                      | депутат оккупационного Народного совета «ДНР» и бывший офицер «Беркута»                                                                                            | убит в Донецке на перекрестке улиц Челюскинцев и Ватутина между в результате обстрела автомобиля. Погиб и его охранник. Также в автомобиле находились супруга комбата и его ребёнок, которые не пострадали. |
| 07.04.2015 | Казак Олег Николаевич             | Зам. министра МГБ ДНР | застрелен неизвестными во дворе своего дома в Донецке. |
| 23.05.2015 | Алексей Мозговой.                 | Командир батальона «Призрак» | убит в посёлке Михайловка в результате расстрела автомобиля, вместе с ним погибли его пресс-секретарь, двое охранников и водитель                                                                           |
| 12.12.2015 | Павел Дрёмов                      | казачий атаман Всевеликого Войска Донского, командир 6-го отдельного мотострелкового казачьего полка имени М. И. Платова                                           | направляясь из Стаханов в Первомайск на празднование собственной свадьбы на угнанном у местного предпринимателя автомобиле, был взорван заложенной в автомобиле взрывчаткой.                                |
| 03.07.2016 | Бушуев Александр Николаевич       | полковник ВС РФ, командир 7-й отдельной мотострелковой бригады 2 АК                                                                                                | автомобиль Бушуева был взорван на фугасе на железнодорожном переезде близ Харцызска. В результате взрыва двое его охранников, кадровых военных ВС РФ получили тяжелые ранения, а сам Бушуев скончался       |
| 24.09.2016 | Геннадий Цыпкалов                 | Первый заместитель лидера "ЛНР" и экс-премьер-министр | Найден повешенным в камере луганского СИЗО, куда он попал после попытки госпереворота в республике. Смерть объявили суицидом, но на теле Цыпкалова нашли следы пыток.                                       |
| 16.10.2016 | Арсен Павлов («Моторола»)         | командир батальона «Спарта» | погиб от срабатывания взрывного устройства, установленного в лифте многоэтажки Донецка, где у Павлова была подаренная оккупационными властями квартира.                                                     |
| 04.02.2017 | Олег Анащенко                     | начальник управления т.н. «Народной милиции ЛНР» | Погиб в Луганске в результате подрыва автомобиля в центре города. |
| 31.08.2018 | Захарченко Александр Владимирович | главарь "ДНР" | убит в Донецке в кафе «Сепар» детонацией взрывчатого вещества. |

После гибели Александр Захарченко многие обозреватели отметили, что в командовании группировок ЛДНР практически не осталось тех, кто захватывал регион в 2014 году. Если посмотреть на пропорции, то из лидеров «русской весны» действительно живы и не в бегах — единицы.

## Возможные причины конфликта
Исследователь Тарас Кузьо выделяет пять факторов как причины действий РФ в Крыму и в Донбассе в 2014 году:
- С 2004 по 2014 год в России были реабилитированы царистские и белоэмигрантские националистические имперские взгляды на украинцев и Украину. Путин начал видеть в себе «собирателя земель русских»;
- Путин чувствовал себя повторно униженным (после поражения Януковича на выборах 2004 года) поддержанным Западом Евромайданом, который препятствовал его «собирательству русских земель» и повернул Украину от «Русского мира» в сторону Евросоюза;
- Давние, ещё с 1990-х годов, территориальные претензии РФ на Крым;
- Доктрина Лукьянова — взгляд на Украину как ограниченно самостоятельное, «искусственное»[430] государство.

Влад Михненко считает, что причины конфликта в Донбассе не являлись экономическими. По мнению Михненко, война в Донбассе была развязана в результате российского вмешательства и вторжения, поддержанного лояльными элементами режима Януковича. Исследователи[прояснить] отмечают, что протестующие весной 2014 года на улицах Донбасса руководствовались не рациональным мышлением, а пророссийской сепаратистской пропагандой. Пропаганда с её мифами вроде «Донбасс кормит всю страну» оказала существенное влияние на ожесточающееся меньшинство.
По мнению патриарха Кирилла, война в Донбассе началась из-за нежелания местного населения видеть у себя гей-парады.

## Экономические и гуманитарные последствия
Война на востоке Украины привела к гибели тысяч мирных жителей, разрушениям гражданской инфраструктуры и систем жизнеобеспечения населённых пунктов, снижению жизненного уровня населения, огромному потоку беженцев и внутренне перемещённых лиц, повсеместным нарушениям базовых прав человека.
Сепаратистские «народные республики» в Донецке и Луганске организовались в диктаторские квазигосударственные структуры, почти полностью зависимые от Москвы. Ситуацию усугубляет негативная динамика по всем показателям. Миллионы людей, живущих вдоль линии соприкосновения, испытывают ужасные гуманитарные страдания.

### Беженцы и жертвы войны
По данным Управления Верховного комиссара ООН по делам беженцев (УВКБ) по состоянию на начало апреля 2015 года, общее число жителей Украины, которые бежали за границу в поисках убежища или других форм легального пребывания, достигло 777 тыс. человек. Большая часть из них находится в России.
По информации Министерства социальной политики Украины, по состоянию на 5 февраля 2019 года количество внутренне перемещённых лиц, зарегистрированных с начала войны в 2014 году, составляло 1 361 912 человек.
Как сообщается в докладе Управления Верховного комиссара ООН по правам человека, подготовленном по результатам работы мониторинговой миссии ООН, с 14 апреля 2014 года по 15 февраля 2019 года в Донбассе погибли не менее 3023 гражданских лиц, а с учётом катастрофы самолёта рейса МН17 «Малайзийских авиалиний» общее количество погибших среди гражданского населения в связи с конфликтом составляет как минимум 3321 человек. Число раненых гражданских лиц, по оценкам, превышает 7 тыс. На первые 10 месяцев конфликта (c середины апреля 2014 года до середины февраля 2015 года) пришлось 81,9 % всех погибших среди гражданского населения (2713), а на четыре года после принятия Комплекса мер по выполнению Минских соглашений — 18,1 % (608 погибших).
По оценке Управления Верховного комиссара ООН по правам человека, общее число жертв, связанных с конфликтом на Украине (за период с 14 апреля 2014 года по 15 февраля 2019 года) составляет 40—43 тыс.: 12,8—13 тыс. погибших (по меньшей мере 3321 гражданское лицо и примерно 9,5 тыс. комбатантов) и 27,5—30 тыс. раненых (примерно 7—9 тыс. гражданских и примерно 21—24 тыс. комбатантов).

### Нарушения социально-экономических прав
Как указывается в докладе Управления Верховного комиссара ООН по правам человека о ситуации с правами человека в Украине (16 ноября 2018 года — 15 февраля 2019 года), основную тяжесть войны и её последствий несут на себе внутренне перемещённые лица и жители изолированных общин вдоль линии соприкосновения в Донбассе. Трудности, которые они испытывают, обостряются отсутствием доступа к основным услугам (в частности, к водоснабжению и отоплению и здравоохранению) и социальной поддержке, нехваткой надлежащего жилья и отсутствием механизмов правовой защиты и возмещения ущерба для раненых и родственников погибших и компенсации за уничтоженное имущество.
Временно перемещённые лица и жители территорий, контролируемых ДНР и ЛНР, сталкиваются с трудностями в получении пенсий и социальных выплат. В декабре 2018 года, как сообщил Пенсионный фонд Украины, только 562 тыс. пенсионеров, зарегистрированное место жительства которых находится на территории, контролируемой ДНР и ЛНР, продолжали получать пенсии (меньше половины пенсионеров, зарегистрированных на этой территории по состоянию на август 2014 года — 1 278 200 пенсионеров). Несмотря на решения судов в пользу лиц, лишённых доступа к своим пенсиям, украинское правительство продолжает связывать возможность получения пенсий с регистрацией в качестве внутренне перемещённых лиц. По словам министра социальной политики Андрея Ревы, жители населённых пунктов Луганской и Донецкой областей получат всю накопившуюся задолженность по пенсионным выплатам после возвращения территорий под контроль Украины.
В докладе Управления Верховного комиссара ООН по правам человека о ситуации с правами человека в Украине (16 ноября 2018 года — 15 февраля 2019 года) были задокументированы минимум 172 нарушения прав человека, в том числе случаи незаконного или произвольного содержания под стражей, применения пыток, жестокого обращения и угроз для личной неприкосновенности. Из них 18 могут быть отнесены к действиям правительства Украины, а по крайней мере 154 — к действиям правительств ДНР и ЛНР. На территориях под контролем ДНР и ЛНР также продолжается практика «административных» и «превентивных» арестов, которые по сути могут представлять собой насильственныые исчезновения. Кроме того, на территориях, контролируемых сепаратистами, УВКПЧ не имело доступа к местам лишения свободы. Заключённые из ЛНР и ДНР жаловались на ухудшение условий содержания, жестокое обращение, принудительный труд и трудности с поддержанием контактов с родственниками, которые живут на территории, контролируемой правительством Украины.
В сентябре 2020 года мониторинговая миссия ООН по правам человека в Украине представила доклад «Уголовные дела, связанные с конфликтами на востоке Украины и в Крыму», охватывающий наблюдения с апреля 2014 и содержащий анализ индивидуальных случаев нарушений прав человека во время уголовных производств и процессов, связанных с конфликтами по всей Украине, в том числе на территории ДНР и ЛНР, а также присоединённом к РФ Крыму. Согласно документу:
- На контролируемой Киевом территории распространены нарушения права на свободу и личную неприкосновенность, правовую помощь, справедливое рассмотрение дела компетентным, независимым и беспристрастным судом без неоправданных задержек, права на эффективный способ защиты, а также нарушение права не давать показания против самого себя;
- На территории контролируемой ДНР и ЛНР распространены пытки[436], не соблюдаются основные элементы права на справедливое судебное разбирательство и сопутствующие права человека. По существующим нормам уголовного законодательства ЛНР и ДНР людей произвольно задерживают без суда и держат под стражей до 30 суток, не уведомляя родных и близких об их судьбе.

### Минная опасность
Согласно докладу помощника генсека ООН по гуманитарным вопросам Урсулы Мюллер, по состоянию на 2017 год Донбасс являлся одним из самых заминированных регионов в мире.
Согласно данным Министерства обороны Украины, по состоянию на март 2018 года разминированию подлежат 16 тыс. км² территории.

### Экономический ущерб, нанесённый боевыми действиями 2014 года
Война в Донбассе привела к ощутимому сокращению экономики Украины, и к ещё более значительному упадку на самом Донбассе. В 2013—2017 годах ВВП на душу населения сократился на 15 % по Украине, и на 47 % (2013—2016) в области конфликта.
Как отмечал МВФ, в 2014 году экономика Украины сократилась на 7—7,5 %, в основном из-за конфликта на востоке страны, до начала которого вклад Донецкой и Луганской областей в ВВП Украины составлял около 25 %. По другим данным, Донбасс обеспечивал в мирное время 16 % ВВП Украины и 27 % её экспорта.
В ходе боевых действий 2014 года больше всего пострадали отрасли, чей основной потенциал был сосредоточен на востоке страны: производство кокса и продуктов нефтепереработки, химической продукции, металлургической продукции, продукции машиностроения. Промышленное производство в Донецкой области в сентябре 2014 года упало на 59,5 % по сравнению с предыдущим годом, в Луганской области — на 85 %. Добыча угля на Украине в сентябре 2014 года снизилась в два раза по сравнению с предыдущим годом, при этом наибольшее падение было зафиксировано в Донецкой области.
В регионе остановили работу 69 из 93 угольных шахт, семь металлургических заводов. Производство продуктов питания сократилось на 25-30 процентов. В 2017 году Продовольственная и сельскохозяйственная организация ООН в отчёте для Совета Безопасности ООН сообщила о продовольственном кризисе в Донецкой и Луганской областях: по её данным, около 26 % людей из не контролируемых правительством районов и 15 % населения контролируемых районов региона были умеренно или серьёзно не обеспечены продовольствием. По данным исследования Всемирной продовольственной программы, проживающие на территориях ДНР/ЛНР имеют ограниченный доступ к ряду продуктов питания, прежде всего — мясных продуктов, а из-за больших заминированных площадей сельхозугодий не могут заниматься сельским хозяйством, в частности — выращиванием овощей.

### Уничтожение инфраструктуры и гражданских объектов
По данным ООН, на сентябрь 2014 года в результате боевых действий инфраструктура двух областей понесла ущерб на общую сумму $ 440 млн. Было разрушено почти 2000 зданий, в Донецке прекратило работу более 70 % предприятий (многие из них — шахты, которые поставляли уголь для предприятий и электростанций остальных областей Украины). Часть заводов пострадала непосредственно от артобстрелов, часть лишилась инфраструктуры и была обесточена: в ходе боевых действий были разрушены железнодорожные пути и повреждены линии электропередачи.
По данным на начало сентября 2014 года, в Луганской области было повреждено и разрушено более 3700 объектов (из них 123 — коммунальной формы собственности, 57 — государственной, 3516 — частной). Серьёзные повреждения получили 123 объекта жилищного строительства, 3311 — электроснабжения, 21 учреждение здравоохранения, 65 общеобразовательных учебных заведений, а также объектов физической культуры и спорта, 74 объекта дорожно-транспортной инфрастр
уктуры и 65 промышленных объектов.
Боевые действия нанесли серьёзный удар по системе здравоохранения. По данным ВОЗ, по состоянию на начало сентября 2014 года непосредственно в зоне боевых действий 32 медицинских учреждения были полностью выведены из строя, 17 больниц были повреждены в результате обстрелов, но продолжали действовать, около 70 % медперсонала были вынуждены покинуть зоны конфликта в Донецкой и Луганской областях. В результате многие дети, беременные женщины и раненые оказались лишены надлежащего доступа к медицинским услугам.
В докладе Human Rights Watch, опубликованном в 2016 году, сообщалось, что обе стороны конфликта базировались в школах или около них, что превратило школы в законные военные цели и создало опасность дял учеников. Обе стороны неизбирательно или целенаправленно атаковали школы с использованием крупнокалиберной артиллерии, миномётов и реактивных систем залпового огня.

### Экономическая блокада
С 1 декабря 2014 года украинские власти ввели в действие жёсткие меры по «стабилизации социально-экономической ситуации в регионе», направленные против неподконтрольных территорий ДНР и ЛНР, что фактически означало установление финансово-экономической блокады. В частности, была прекращена выплата пенсий и социальных пособий населению на этих территориях и заработной платы работникам бюджетных учреждений (здравоохранение, образование, предприятия сферы энергетики). Кабинет министров Украины поручил до 1 декабря эвакуировать бюджетные учреждения, предприятия и организации из неподконтрольных Киеву районов Донбасса. Сотрудники бюджетных учреждений, чтобы сохранить право на зарплату, должны были выехать вместе с эвакуируемыми госучреждениями, а пенсионеры и люди, имеющие право на другие социальные выплаты, — до 1 декабря зарегистрироваться внутренними переселенцами в других областях Украины.
К концу 2014 года прекратили работу в Донбассе крупнейший государственный «Ощадбанк» и Украинские железные дороги (ПАО «Укрзализныця»). «Ощадбанк» — единственный украинский банк, работавший на неподконтрольных Киеву территориях Донецкой и Луганской областей, — заявил о переводе донецкого и луганского филиалов в Краматорск и Северодонецк, соответственно. Подавляющее большинство украинских банков прекратили работу на контролируемых сепаратистами территориях ещё летом 2014 года.
Въезд и выезд из зоны АТО на контролируемую украинскими властями территорию производится лишь через пропускные пункты, причём только по пропускам, выдаваемым «координационными группами». После введения пропускной системы у многих жителей возникли дополнительные проблемы с пересечением украинских блокпостов и получением социальных выплат.
В июне 2015 года был введён запрет на перевозку через линию разграничения топлива (бензина и газа), продуктов питания и медикаментов не для личного использования (за исключением гуманитарной помощи). Продовольствие в непризнанные республики в основном ввозится из России.
22 июня[уточнить] правительство Украины полностью перекрыло автобусное сообщение с ДНР и ЛНР.
В январе 2017 года ветераны добровольческих батальонов и активисты украинских националистических организаций начали блокаду железной дороги в Луганской и Донецкой областях, требуя остановить торговлю с неподконтрольными украинским властям территориями. Эти действия поддержали и возглавили представители парламентских партий «Самопомощь» и «Батькивщина». Уже в феврале в результате транспортной блокады поставки сырья на металлургические заводы, расположенные в ДНР и ЛНР, прекратились.
В конце февраля главы ДНР и ЛНР Александр Захарченко и Игорь Плотницкий сделали совместное заявление, в котором потребовали от украинских властей «снять блокаду Донбасса» до 1 марта, иначе ДНР и ЛНР примут ответные экономические меры — введут «внешнее управление» на всех предприятиях украинской юрисдикции, работающих в ДНР и ЛНР и перестанут поставлять уголь на Украину. Лидеры ДНР и ЛНР признали, что в результате блокады многие предприятия уже остановили свою работу, и заявили о намерении «перестраивать все производственные процессы и ориентировать их на рынки России и других стран». В тот же день руководитель ДНР Александр Захарченко издал указ о присвоении существующей линии разграничения в Донбассе статуса государственной границы ДНР.
16 марта Порошенко подписал указ, которым было введено в действие решение СНБО от 15 марта 2017 года «О неотложных дополнительных мерах по противодействию гибридным угрозам национальной безопасности Украины», предусматривавшее прекращение перемещения грузов через линию столкновения в Донецкой и Луганской областях «временно, до реализации пунктов 1 и 2 Минского „Комплекса мер“ от 12 февраля 2015 года, а также до возвращения захваченных предприятий к функционированию в соответствии с законодательством Украины». Исключение было сделано лишь для грузов, имеющих гуманитарный характер и предоставляемых украинскими и международными гуманитарными организациями. МВД, полиции, Национальной гвардии при участии СБУ было поручено обеспечить выполнение этого решения, прекратив перемещение грузов через линию столкновения железнодорожным и автомобильным транспортом.
Прекращение железнодорожного сообщения между территориями, контролируемыми ДНР и ЛНР, и остальной частью Украины привело к полной остановке поставок угля. В дальнейшем Украина закупала антрацит (фактически донбасский) у России и Беларуси.

### Задержания, похищения, пытки и убийства гражданского населения
Первыми известными гражданскими жертвами с начала войны в Донбассе стали граждане Украины с ярко выраженной проукраинской позицией. Ещё до начала объявления АТО в Донбассе 13 марта 2014 года Дмитрий Чернявский, активист ВО «Свобода» из Донецкой области, был убит на проукраинском митинге в Донецке. С началом боевых действий в Донбассе первой гражданской жертвой стал депутат горловского горсовета Владимир Рыбак, который был 17 апреля похищен сепаратистами и после многочисленных пыток казнён.
По состоянию на 10 июля 2014 года по данным Минздрава на востоке погибли 478 гражданских жителей.
В отчёте Мониторинговой миссии ООН от 15 июня 2014 года говорится, что похищения, задержания, акты жестокого обращения, пытки и убийства вооружёнными группировками затрагивают всё большее количество людей, что приводит к распространению атмосферы постоянного страха в регионе. Сообщается о 222 случаях похищений и задержаний с 13 апреля, из которых четверо человек были убиты, 137 освобождены и 81 остаются задержанными. Поводом для задержания преимущественно становится «подозрение в шпионаже» или членстве в Правом Секторе.
В докладе Мониторинговой миссии ООН от 9 августа говорится, что на подконтрольных сепаратистам территориях, царит «атмосфера страха и террора», есть факты похищений и пыток. По данным миссии ООН за время конфликта пророссийские сепаратисты похитили 924 человек. Итогом доклада является вывод о том, что права людей на Украине серьёзно пострадали и были резко ограничены вооружёнными группировками.
29 августа в Киеве был представлен доклад помощника Генерального секретаря ООН по правам человека Ивана Шимоновича, в котором были перечислены следующие примеры нарушений прав человека со стороны сепаратистов:
1. Похищения[464].
2. Физические и психологические пытки[464].
3. Жестокое обращение с гражданским населением, а также запугивание и угрозы[464].
4. Похищения людей для получения выкупа или использования похищенных в качестве рабочей силы для принудительного труда, а также для обмена на задержанных украинскими властями соратников[464].

Согласно определению данному в этом докладе — «в контролируемых ими районах, вооружённые группы создали атмосферу страха».

## Влияние на военную науку
Война в Донбассе заставила обратить внимание на некоторые моменты, которые могут проявиться при столкновении с технически равным противником в неядерном конфликте.
Агентство национальной безопасности США сочло масштабные кибератаки 23 декабря 2015 года на инфраструктурные энергетические объекты Украины частью боевых действий на востоке страны. АНБ предполагает, что Украина превращена в киберполигон для отработки массированных кибератак.
Советник президента США по национальной безопасности генерал-лейтенант Сухопутных войск Герберт Макмастер и военный эксперт Фил Карбер обратили внимание на массированное применение ствольной и реактивной артиллерии в конфликте, указывая на их высокую эффективность подобной тактики в деле борьбы с украинскими войсками. Американский специалист в области обороны и национальной безопасности Кайл Мизоками (Kyle Mizokami) указал на интенсивное применение РСЗО в конфликте, массированность применения которой не уступала обычной ствольной. Также экспертами была указана необходимость оснащения войск термобарическими боеприпасами, при этом отметив однобокость концентрации ВС США на высокоточных боеприпасах. Помимо этого, силами, противостоящими Украине, активно применялись дроны-наводчики для корректировки артиллерийских ударов, которые значительно компенсировали недостаток современных высокоточных артиллерийских боеприпасов.
Активное использование средств радиоэлектронной борьбы (РЭБ) превратилось в эффективное оружие. РЭБ состояла из радиоэлектронного подавления (РЭП) дронов и связи, перехватов связи, вычисления координат противника по источнику сигнала. Война выявила недостатки шифрования американских раций Harris, которые позволяли средствам РЭБ легко вычислять расположение владельца с последующим артиллерийским ударом. Фил Карбер заявил о применении систем дистанционного вывода из строя взрывателей боеприпасов. Анализ применения РЭБ привёл к пересмотру линии развития средств РЭБ в американской армии.

## Международная реакция
Война на востоке Украины вызвала широкий международный резонанс. Реакция государств и организаций включила в себя значительный спектр дипломатических инструментов — от принятия осуждающих резолюций до введения санкций и поставок снаряжения обеим сторонам конфликта.
В своём седьмом докладе по ситуации на Украине мониторинговая миссия Управления Верховного комиссара ООН по правам человека в ноябре 2014 года сообщила об участии военнослужащих из России в боях на востоке Украины. В восьмом докладе по ситуации на Украине мониторинговая миссия Управления Верховного комиссара ООН по правам человека в декабре 2014 года указала на участие в конфликте иностранных бойцов, а также на то, что в некоторых из бойцов власти Украины опознали российских военнослужащих.
Международное сообщество предпринимает попытки решить конфликт дипломатическими методами посредством международных консультаций, посреднических и многосторонних встреч и переговоров. В частности:
- подписано Женевское заявление по Украине 17 апреля 2014 года в Женеве представителями США, России, ЕС и Украины;
- произошли встречи контактной группы по Украине представителей Украины, России и ОБСЕ, результатом которых, в частности, стал Минский протокол от 5 сентября 2014 года;
- произошли встречи «нормандской четвёрки» — лидеров Германии, Франции, Украины и России, результатом которых стало Второе минское соглашение от 12 февраля 2015 года.

## Уголовное преследование иностранных добровольцев
Вскоре после начала вооружённого конфликта на Украине в 2014—2016 годах ряд стран ввёл уголовную ответственность для своих граждан за безвозмездное участие в боевых действиях на территории другого государства. До начала боевых действий на Украине законодательство этих стран наказывало в уголовном порядке только за наёмничество, то есть участие в боях на платной основе.
Страны, где были осуждены граждане, участвовавшие в боевых действиях на Украине:
- Беларусь
  - В 2015 году было возбуждено уголовное дело за наёмничество в отношении Василия Парфенкова, воевавшего на стороне Украины[467]. В апреле 2016 года в уголовный кодекс Беларуси были включены статьи, предусматривающие ограничение свободы до 5 лет или лишение свободы от 2 до 5 лет за бескорыстное участие гражданина Беларуси (или лица без гражданства, проживающего в Беларуси) «на территории иностранного государства в вооружённом формировании одной из противоборствующих сторон, а равно участие в вооружённом конфликте, военных действиях без уполномочия государства»[468]. В отношении лиц, виновных в подготовке, вербовке, обучении или финансировании добровольцев, изменения в уголовный кодекс предусматривают лишение свободы от 5 до 10 лет[468]. Всего (по состоянию на июль 2019 года) по статье 361-3 Уголовного кодекса Республики Беларусь были осуждены 4 белорусских гражданина[469]: Алексей Ершов (в 2017 году к 2 годам ограничения свободы)[470], Виталий Котлобай (в 2017 году к 2 годам лишения свободы)[471], Виталий Митрофанов (в 2017 году к 2 годам ограничения свободы)[472], Вадим Шевченко (в 2019 году к 2 годам лишения свободы).
- Великобритания
  - В июле 2017 года был осуждён на 5 лет и 4 месяца лишения свободы в Великобритании безработный Бенджамин Стимсон, который в 2015 году добровольно отправился в ДНР и в течение нескольких месяцев находился на территории непризнанной республики[473]. В боевых действиях он не участвовал, но служил в тыловом подразделении вооружённых сил ДНР, иногда выезжая на передовые позиции[474].
- Казахстан
  - Статья уголовного кодекса «Участие в вооружённом конфликте на территории иностранного государства» предусматривает до 7 лет лишения свободы[475]. В декабре 2014 года был арестован доброволец Вдовенко, вернувшийся из ЛНР (осуждён на 5 лет тюремного заключения строгого режима[476]). За 2015 год в Казахстане осудили ещё четырёх добровольцев, воевавших на Украине (из них один получил условный срок, а остальные трое — реальные сроки лишения свободы)[477]. В 2020 году стало известно, что ещё один житель Казахстана, который воевал в Донбассе с сентября 2014 года по 2016 год на стороне одной из непризнанных ООН республик, был признан казахстанским судом виновным в «умышленном неправомерном участии в вооружённом конфликте на территории иностранного государства при отсутствии признаков наёмничества» и получил три года реального лишения свободы[478].
- Латвия
  - В 2015 году уголовный кодекс Латвии был дополнен тремя статьями, направленными против латвийских добровольцев, воюющих на стороне ДНР и ЛНР. Статья 77.1 предусматривает до 10 лет лишения свободы за активное участие «в происходящем вне пределов Латвийской Республики вооружённом конфликте, который направлен против территориальной неприкосновенности или политической независимости государства»[479]. Согласно статье 77.2, за оказание финансовой или имущественной помощи «стороне, чья деятельность направлена против территориальной целостности или политической независимости государства» также положено до 10 лет лишения свободы[479]. Статья 77.3 предусматривает до 8 лет лишения свободы за вербовку, обучение или отправку лица «для противоправного участия в происходящем вне пределов Латвийской Республики вооружённом конфликте»[479]. Уже в ноябре 2015 года против двух граждан Латвии возбудили уголовные дела за участие в войне в Донбассе[480]. В 2016 году задержали негражданина Латвии, которому было предъявлено обвинение по статье 77.1[481]. Задержанный Артём Скрипник воевал на стороне ЛНР и получил ранение[482].
- Сербия
  - В 2014 году была введена ответственность за аналогичное деяние — от полугода до 6 лет лишения свободы для одиночки, до 8 лет лишения свободы для члена организованной группы[483]. К середине июля 2015 года в Сербии были осуждены восемь добровольцев из Донбасса — им дали от 3 до 5 лет условно[484]. В ноябре 2017 года прокуратурой Сербии против граждан, воевавших на стороне ДНР и ЛНР, было возбуждено 45 уголовных дел[485].
- Эстония
  - Власти государства выдали Украине в 2016 году для уголовного преследования гражданина Эстонии Владимира Полякова, которого украинские власти обвинили в участии в боевых действиях на стороне ЛНР[486].
- Россия
  - В 2014 году в стране была создана правовая база, позволяющая привлекать к ответственности за безвозмездное участие в боях на территории другого государства. А именно, была изменена формулировка части 2 статьи 208 УК РФ, которая стала звучать так: «участие в вооружённом формировании, не предусмотренном федеральным законом, а также участие на территории иностранного государства в вооружённом формировании, не предусмотренном законодательством данного государства, в целях, противоречащих интересам Российской Федерации — наказывается лишением свободы на срок от пяти до десяти лет с ограничением свободы на срок от одного года до двух лет» (наказание строже, чем за платное участие — наёмничество)[487]. В октябре 2014 года было возбуждено уголовное дело по части 3 статьи 359 УК РФ за «участие наёмника в вооружённом конфликте» в отношении гражданина России[2] Романа Железнова, воевавшего на стороне Украины[488]. В марте 2018 года Роман Железнов был заочно приговорён к 4 годам колонии[489].
- Венгрия
  - В апреле 2018 года Кристиан Л., воевавший на стороне ДНР, был признан венгерским судом виновным в «запрещённом приобщении к вооружённой группе, которая участвует в вооружённых столкновениях». Приговор — два года условно[490].
- Чехия
  - По состоянию на январь 2021 года в Чехии открыто более 20 уголовных дел против граждан страны, воевавших на стороне ДНР/ЛНР. Выдвинуты обвинения в терроризме. Майор Мартин Сукуп, командовавший танковой ротой ДНР в боях у Краматорска, Горловки и Иловайска, заочно приговорён к 21 году тюремного заключения[491].

Страны, где ввели уголовную ответственность в отношении воевавших на Украине граждан, но о фактах осуждений сведений нет:
- Кыргызстан
  - В 2015 году уголовный кодекс был дополнен статьёй 226-4[492], которая предусматривает для гражданина Кыргызстана за участие «в вооружённых конфликтах или военных действиях на территории иностранного государства при отсутствии признаков наёмничества» наказание в виде лишения свободы от 5 до 8 лет (в случае совершения этого деяния группой лиц по предварительному сговору или организованной преступной группой — от 8 до 12 лет)[493].
- Черногория
  - Власти ввели уголовную ответственность за участие лиц, постоянно проживающих на её территории, в боевых действиях на территории других стран[494].

Власти Украины иностранных добровольцев, воевавших за ЛНР и ДНР (кроме граждан России), сначала не преследовали — до 2017 года ни одного приговора в отношении них украинские суды не вынесли. Первым осуждённым иностранным добровольцем (не считая граждан России) стал гражданин Бразилии Рафаэль Маркес Лусварги. Приговором Печерского районного суда Киева он был осуждён в январе 2017 года на 13 лет лишения свободы с конфискацией имущества за участие в боях на стороне ДНР, однако приговор был отменён апелляционным судом из-за процедурных нарушений, а мера пресечения изменена с содержания под стражей на личное обязательство сроком на два месяца. В мае 2018 года Лусварги арестован повторно и 2 мая 2019 года вновь приговорён к 13-летнему заключению. В январе 2018 года украинским судом был приговорён к 10 годам лишения свободы за участие в боях на стороне ЛНР (а также за хранение и ношение огнестрельного оружия и боеприпасов) гражданин России Виктор Агеев.

## Правовая квалификация
Единой правовой оценки конфликта на востоке Украины не существует. Так, «Amnesty International» напрямую заявляет об участии российских военнослужащих в военных действиях. При этом Human Rights Watch рассматривает конфликт на востоке Украины как вооружённый конфликт немеждународного характера. Лаури Бланк, профессор права Университета Эмори, утверждает, что при определённых обстоятельствах конфликт может быть признан международным. Профессор права университета Святого Томаса в Миннесоте Роберт Делаханти заявляет об агрессии Российской Федерации против Украины, отмечая, что она началась с аннексии Крыма. Американский журналист Нолан Петерсон, в прошлом военный, издал статью под названием «В Украине не гражданская война, а вторжение». Профессор политологии Люблянского университета Антон Беблер утверждал, что в отличие от Крыма, на территории восточной Украины присутствия полнокомплектных подразделений регулярных российских вооружённых сил не наблюдалось. В то же время, по мнению военного аналитика, старшего научного сотрудника Королевского объединённого института оборонных исследований (RUSI) Игоря Сутягина, российские военные силы присутствуют на востоке Украины, не только в качестве руководящей и командной роли или для управления сложным оборудованием, но и как цельные боевые формирования. Он считает, что по состоянию на 2015 год суммарное количество российских военных сил, дислоцированных на востоке Украины, на территории России около границы с Украиной и в Крыму приблизительно равно всем доступным военным силам Украины.
Некоторые российские учёные, в частности, К. П. Саврыга, утверждают, что если оставить в стороне вопрос о непосредственном участии российских войск в конфликте, то он всё равно может быть признан международным, если будет доказано, что Российская Федерация осуществляла над вооружёнными формированиями ЛНР и ДНР «эффективный контроль». Также он утверждает, что даже общая помощь сепаратистам может быть достаточной для квалификации конфликта в качестве международного, однако в таком случае Российская Федерация не будет признана ответственной за действия сепаратистов (к которым будут применяться более строгие правила, действующие в международных конфликтах) и её действия не будут составлять акта агрессии, так как такая квалификация в соответствии с решением МТБЮ возможна исключительно из гуманитарных соображений. Также Саврыга отмечает, что в существующем международном правопорядке даже при установлении факта российской агрессии Украина не сможет добиться никаких юридически обязывающих мер международного права против Российской Федерации. И. И. Котляров предпочитает концентрироваться на военных преступлениях, совершённых в ходе конфликта, нежели на его квалификации.

## В искусстве
- «Донбасс» (2018) — художественный фильм реж. Сергей Лозница
- «Призраки. Солдаты забытой войны» (2020) — документальный фильм реж. Максим Фадеев
- «Непокоренный» (2015) — документальный фильм реж. Максим Фадеев